# Flamant rose
Phoenicopterus roseus
Espèce
Statut de conservation UICN

 LC  : Préoccupation mineure
Statut CITES
Le Flamant rose (Phoenicopterus roseus) est une espèce d'oiseau de la famille des Phoenicopteridae. C'est l'espèce de flamant la plus répandue. Il est présent dans certaines parties de l'Afrique, de l'Asie et du sud de l'Europe.
Les flamants roses tiennent leur couleur des crustacés, algues et planctons riches en caroténoïdes, pigments naturels rouges et orangés, dont ils se nourrissent.  
Les flamants roses se reproduisent en colonies souvent importantes sur des îles plates, de grandes plages boueuses, des lacs et des baies salés. Ces sites doivent leur offrir l'alimentation nécessaire et une protection contre les prédateurs. En raison de ces contraintes, le nombre de colonies de reproduction d'importance internationale n'est pas supérieur à trente.
La population mondiale est estimée à environ 500 000 individus, dont environ 90 000 en Europe. En raison du manque de données, aucune tendance démographique n'est disponible à l'échelle mondiale. En Camargue, l'une des plus importantes zones de reproduction européennes, le nombre de couples reproducteurs n'a jamais dépassé 4 000 entre 1947 et 1960 ; il a augmenté par la suite et, depuis le début des années 1990, on compte plus de 10 000 couples. Cependant, la population fluctue très fortement d'une année à l'autre. Par exemple, 11 000 couples se sont reproduits en 1999, 22 200 l'année suivante.
Depuis les années 1980, des flamants roses sont observés dans des régions inhabituelles d'Europe : nord de la France, Pays-Bas, Danemark et Allemagne. L'origine de ces flamants est incertaine, mais, dans la mesure où il est très rare d'observer des flamants roses à plus de 500 kilomètres au nord de la côte méditerranéenne, il est probable qu'il s'agit d'individus échappés de captivité, ou issus de tels animaux. Des flamants roses ont réussi à élever leur progéniture dans le Zwillbrocker Venn, à la frontière entre l'Allemagne et les Pays-Bas : c'est la colonie reproductive la plus septentrionale de cette espèce.

## Description physique

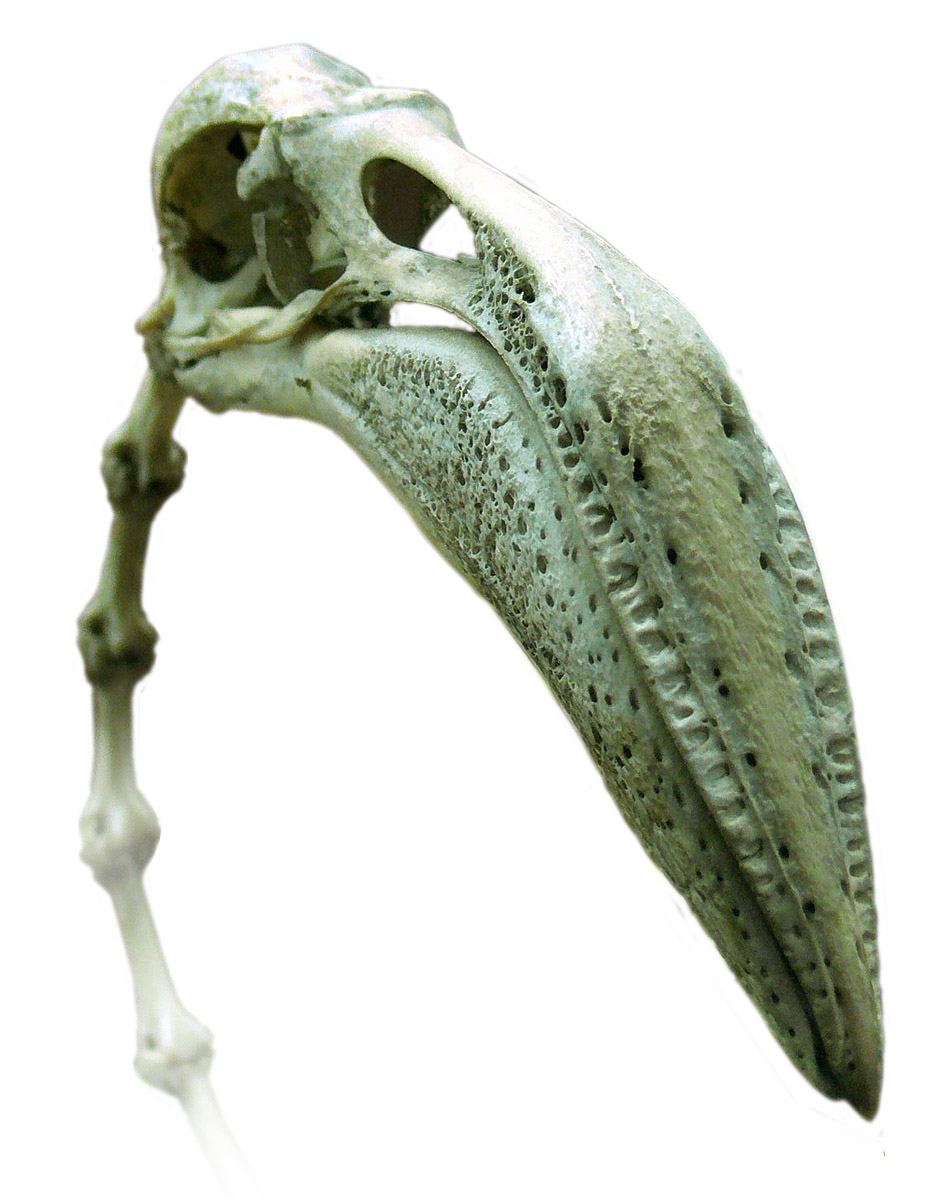
L'observation du squelette montre une riche innervation du bec.

Le flamant rose est la plus grande espèce de flamant avec une hauteur moyenne de 120 à 140 cm (dont les pattes représentent à elles seules 40 à 50 cm). Les femelles sont, en moyenne, plus petites et plus légères que les mâles : ces derniers ont une longueur d'aile moyenne de 43 centimètres et pèsent 2,7 kilogrammes, contre 40 centimètres et 2,1 kilogrammes pour les femelles. 
Le flamant rose doit son nom à la couleur de son plumage, bien qu'il soit en grande partie blanc-rosâtre, contrairement à celui du flamant des Caraïbes, beaucoup plus rouge. Ce sont les couvertures alaires qui, chez le flamant rose, revêtent une couleur d'un rose intense. Les rémiges primaires et secondaires sont noires. Les pattes, longues et fines, sont roses chez l’adulte. Le bec est également rose avec une pointe noire bien définie, la forme et l'étendue de cette partie sombre variant d'un individu à un autre. On estime possible que les jeunes puissent identifier leurs parents grâce à la forme unique de la partie noire de leur bec. 
Chez les flamants roses, on ne naît pas rose, on le devient : la couleur de l’espèce vient des pigments caroténoïdes présents dans les algues et les crustacés qu'elle consomme. Ces pigments sont principalement la canthaxanthine, la phoenicoxanthine (voir adonirubine) et l'astaxanthine.

### Duvet des jeunes

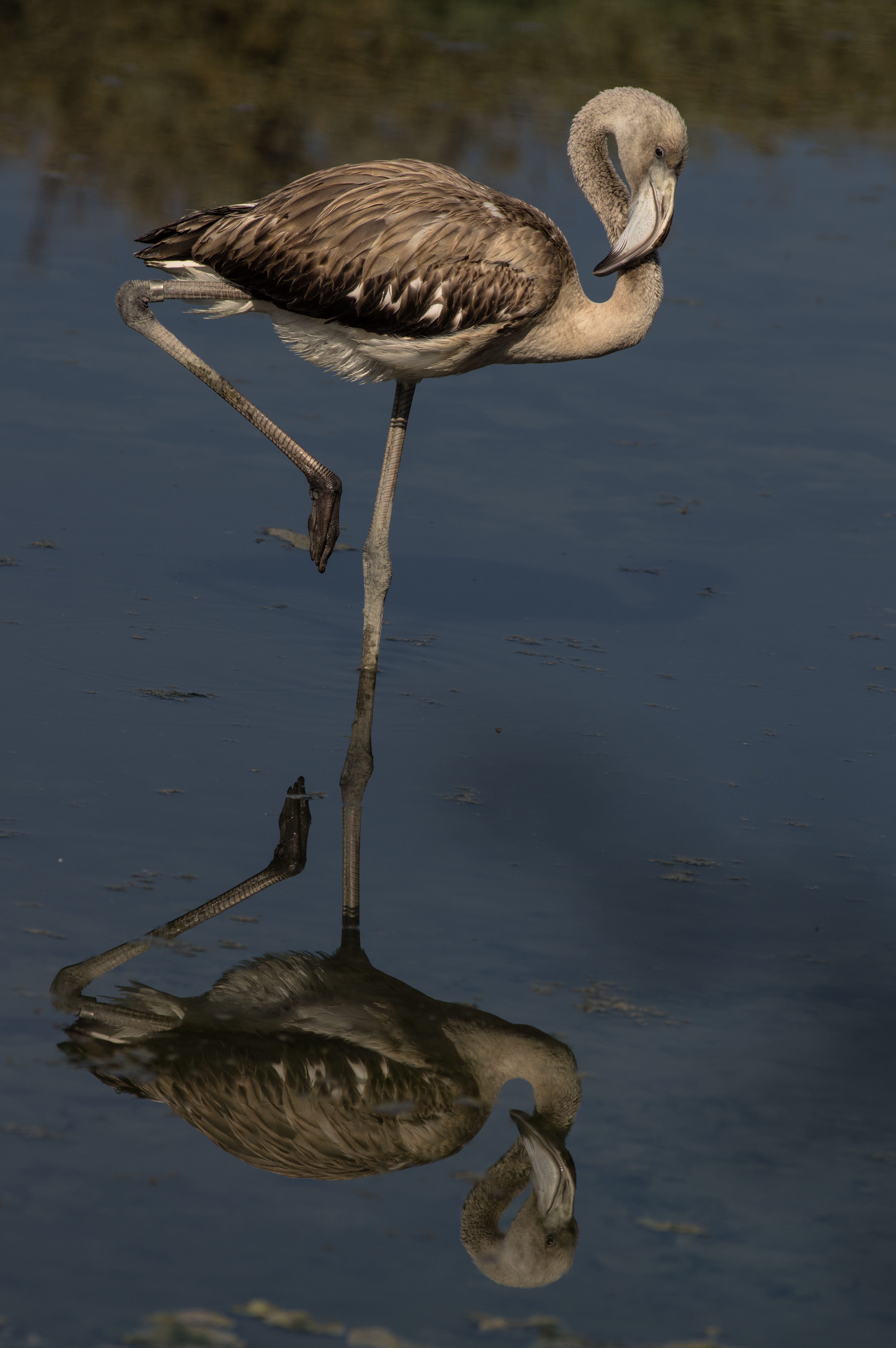
Flamant rose (avec plumage juvénile).

Le plumage duveteux des flamants roses fraîchement éclos est court et dense. Le haut du corps est gris clair et le dessous est blanchâtre. À ce stade, leur corps est long d'environ 22,5 centimètres et ils pèsent entre 73 et 98 grammes. Après environ quatre semaines, une deuxième robe de duvet gris foncé se développe. Le premier plumage juvénile se développe à partir de la sixième semaine. Les pattes des poussins sont initialement très courtes, ce qui fait ressembler les jeunes à des oisons. Le bec reste court et droit jusqu'à la fin de la deuxième semaine de vie, puis il commence à se courber vers le bas.
Le plumage typique des adultes n'est atteint qu'après plusieurs années, celui des juvéniles en différant par un certain nombre de caractéristiques. Les jeunes ont les pattes noires ou grises et ce n'est qu'à partir du 20e mois que des tons roses commencent à apparaître sur celles-ci. Elles ne sont généralement pas d'un rose vif avant l'âge de 40 mois. On observe un phénomène similaire pour le bec : il est gris jusqu'à l'âge de 15 mois, puis rose pâle à partir de 35 mois et enfin rose vif après 40 mois.

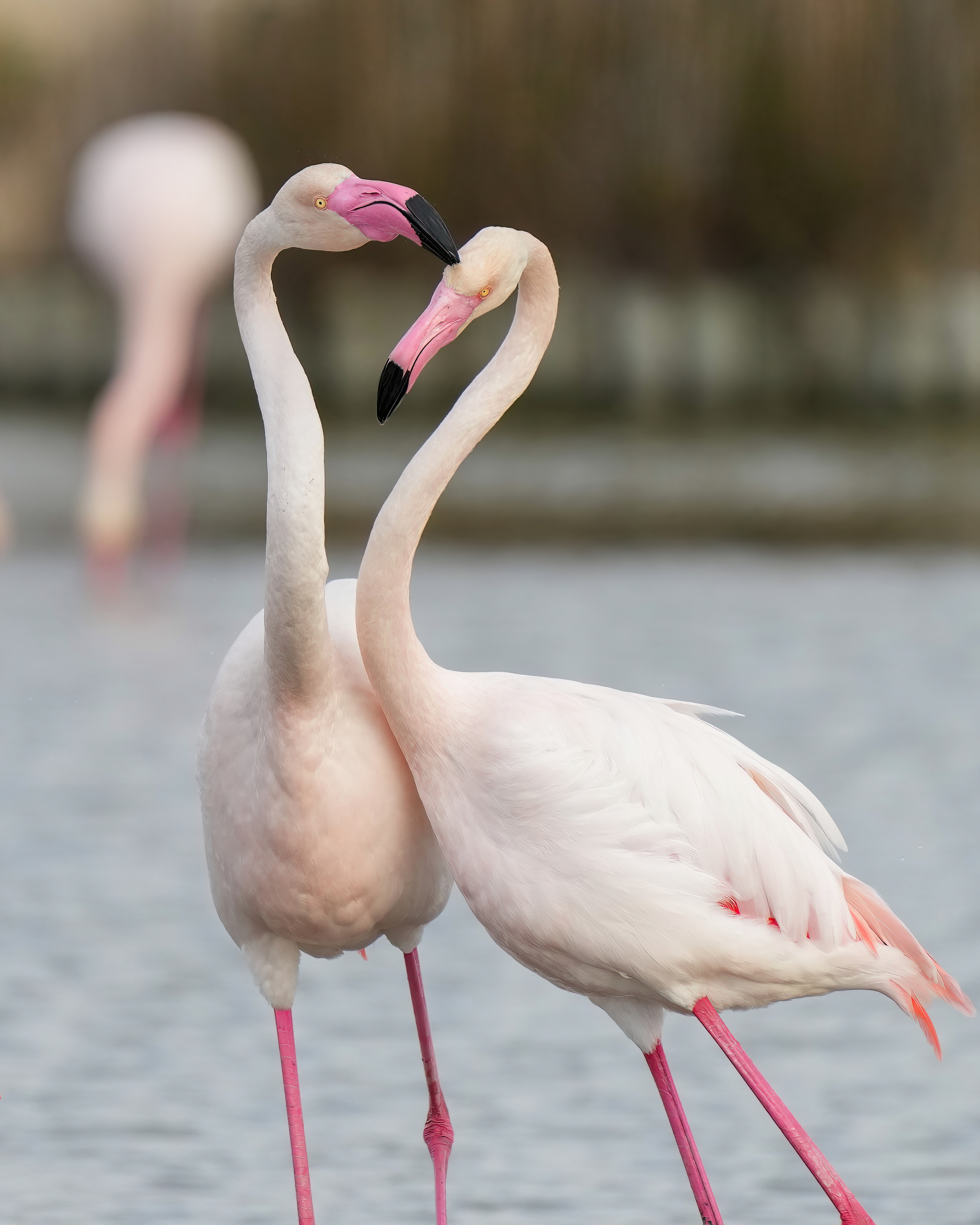
Des flamants roses prenant soin l'un de l'autre.

### Mue
La mue du flamant rose n'a pas encore été étudiée de manière définitive. Les connaissances actuelles mettent en évidence des différences d'une population à une autre. Celles-ci portent notamment sur la fréquence de la mue et ses modalités (complète ou progressive). L'influence des cycles de reproduction n'est pas connue.
Sous un climat tempéré, la mue des ailes s'opère en été. Une mue complète entraînant une incapacité de voler pouvant durer quatre semaines, elle n'est possible que pour les populations n'ayant pas besoin de voler pour rejoindre leur aire d'alimentation, par exemple au lac Tengiz, au Kazakhstan, et au lac d'Ourmia, en Iran. En Camargue, la plupart des flamants remplacent leurs rémiges une par une pour pouvoir voler. Une petite partie de la population subit toutefois une mue complète.

## Comportement

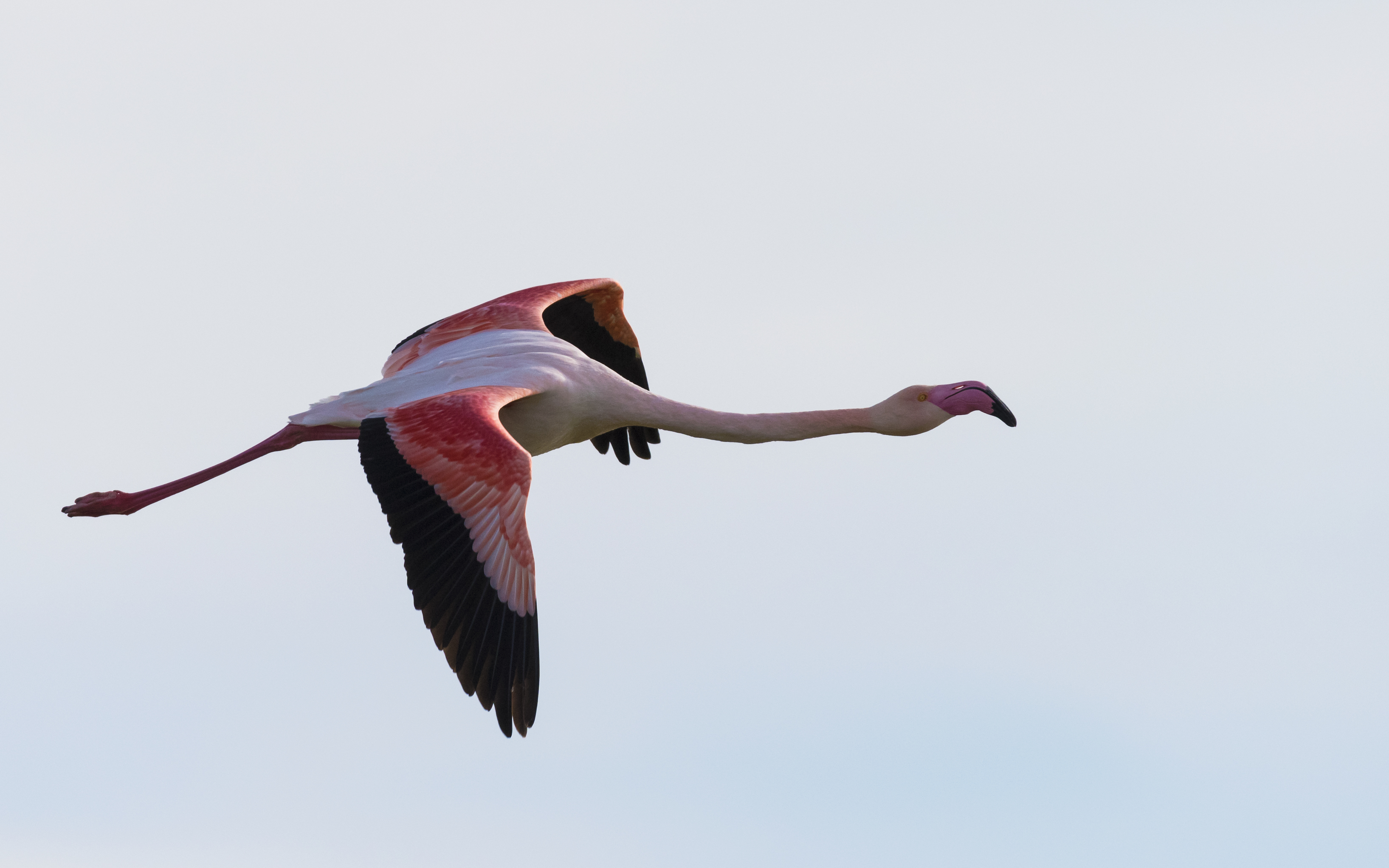
Silhouette caractéristique du flamant en vol à Sète.

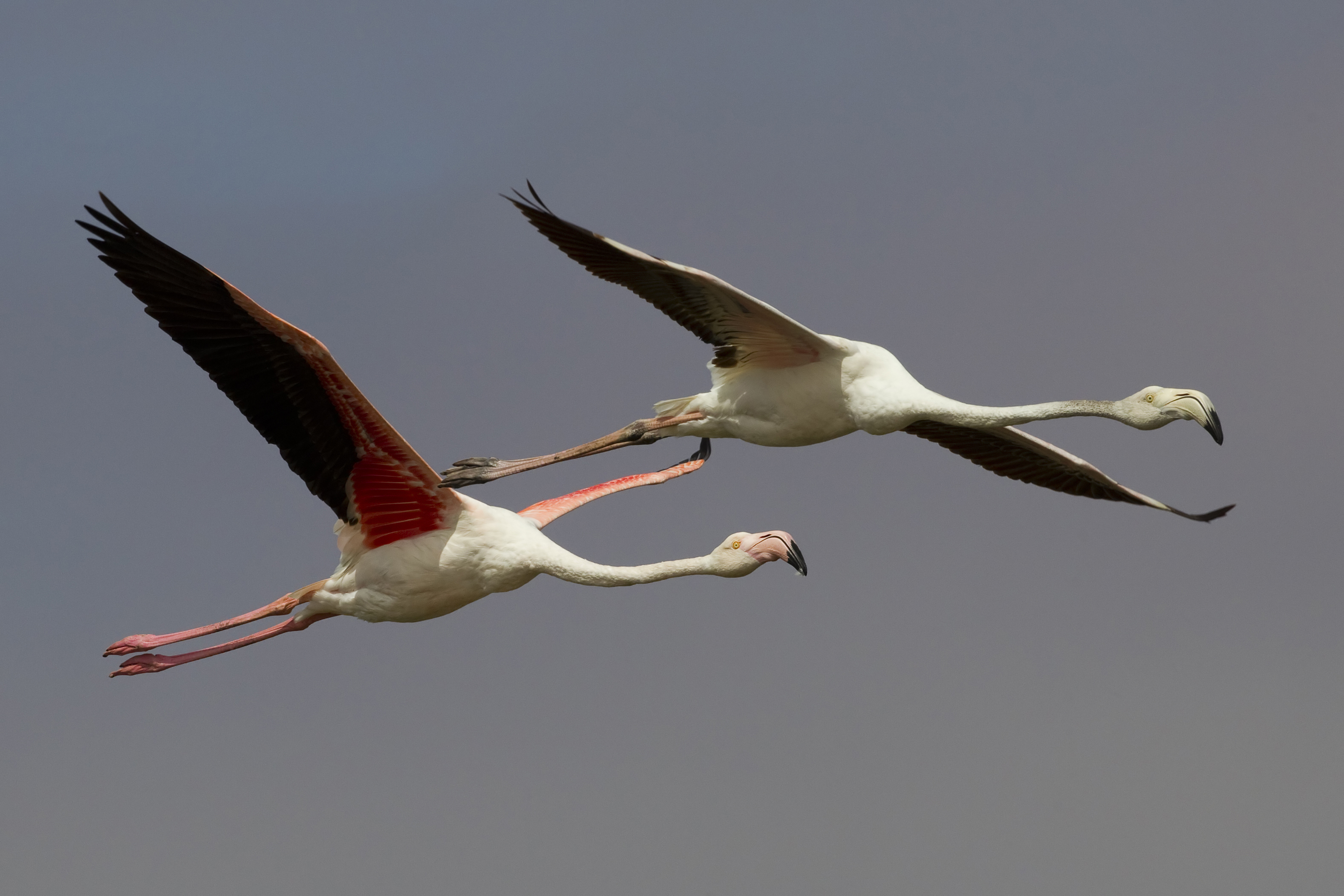
Flamants en vol à Walvis Bay (Namibie).

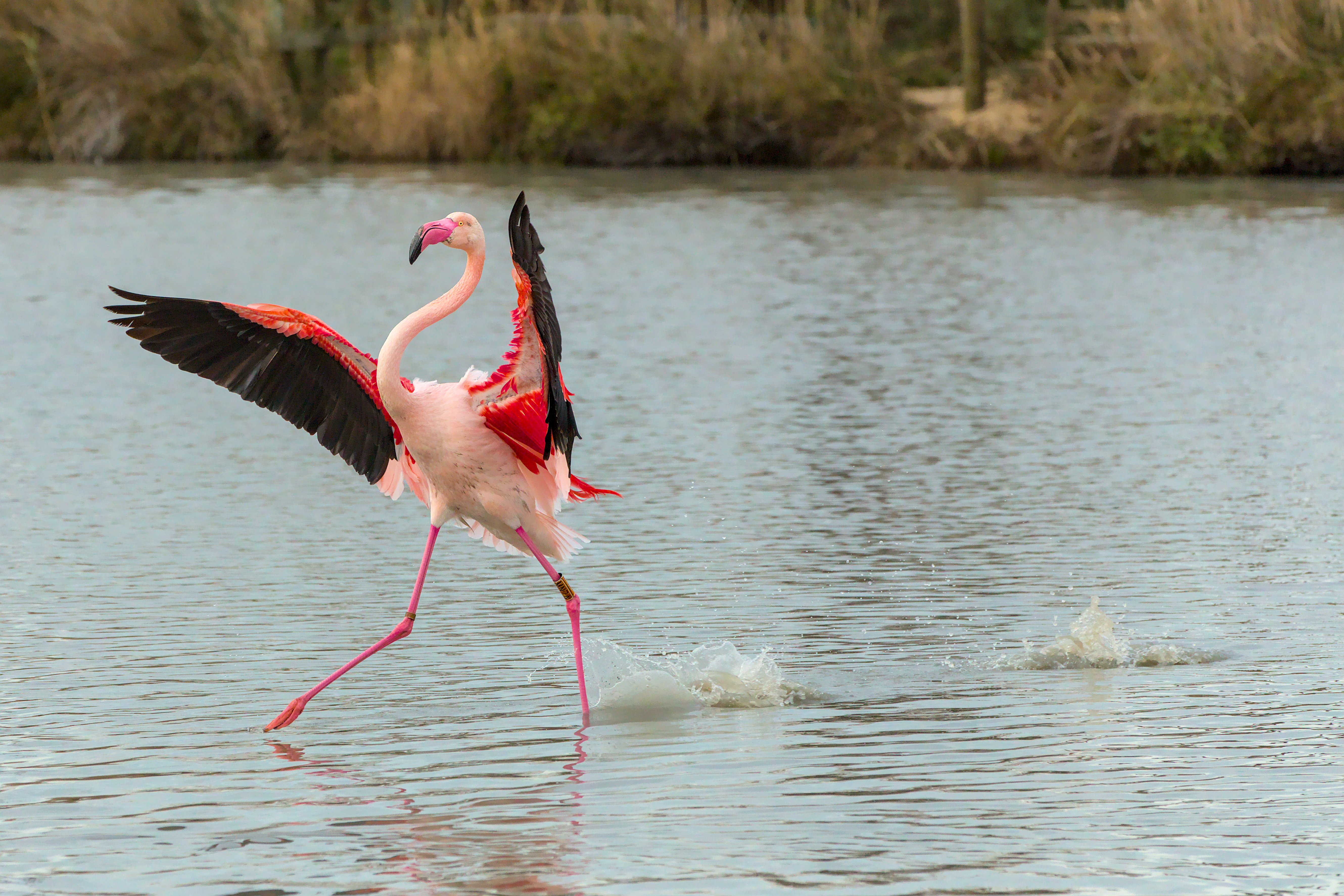
Atterrissage.

### Vol
À cause de leur taille, les flamants doivent prendre quelques mètres d'élan pour décoller des eaux. Ils ne peuvent le faire sans élan que s'il y a un fort vent de face. Erratiques, ils volent en formation, en gardant cou et pattes étirés. Les battements d'ailes, puissants et réguliers, peuvent les propulser à 60 km/h sur des étapes de plusieurs centaines de kilomètres. L'altitude de vol dépend de la direction du vent : s'il est de face, ils volent le plus souvent juste au-dessus de la surface de l'eau. Dans les airs, ils battent continuellement des ailes et planent uniquement au moment d'atterrir.

### Alimentation
La nourriture des flamants se compose principalement d'animaux aquatiques. Un grand nombre de taxons est concerné, et on retrouve notamment des crustacés (dont les artémies riches en carotènes, qui contribuent à la coloration rose du plumage), des mollusques, des insectes (adultes et larves, telles que les chironomes), des vers, des poissons, leurs œufs ou des algues, etc. Les flamants roses peuvent également consommer des graines de plantes aquatiques et du riz (ce qui induit des conflits avec les riziculteurs).
La crevette Artemia salina, dont il se nourrit en abondance, est responsable de la coloration rose de ses plumes.
Le flamant pratique la filtration de l’eau et de la vase pour se nourrir, grâce à un bec particulier, muni de lamelles fonctionnant à la manière des fanons de baleine.
Plusieurs techniques de prospection alimentaire peuvent être observées. En faible profondeur, le flamant plonge la tête dans l’eau et avance ainsi en filtrant la colonne d’eau. Il peut rester sur place et piétiner la vase pour faire sortir les organismes dont il se nourrit. Technique unique chez les oiseaux, le flamant piétine le sol en tournant progressivement autour de son bec immergé. Il se forme alors des cercles typiques dans la vase attestant de la présence de l’espèce. Plus rarement, lorsque la profondeur de l’eau est importante, le flamant rose est capable de plonger partiellement pour filtrer l’eau, ne laissant dépasser que son arrière-train et battant des pattes pour maintenir cette position verticale.
En raison de leur taille importante comparée à celle de leurs proies, les flamants passent beaucoup de temps à se nourrir, aussi bien de jour que de nuit. Le flamant rose dort debout sur une ou deux pattes, la tête cachée sous une aile.

### Cri
Le cri du flamant rose ressemble à celui d'une oie.

### Reproduction
Comme pour la plupart des oiseaux à longue durée de vie (le flamant rose atteint facilement trente ans à l’état sauvage), la reproduction est tardive. Bien que les flamants atteignent leur maturité sexuelle vers 3 ou 4 ans, ils commencent généralement à se reproduire plus tard, jusqu’à une dizaine d’années.
Les flamants se reproduisent en vastes colonies pouvant réunir jusqu’à 200 000 couples monogames au cours d’une saison de reproduction (les individus changent de partenaire d’une année à l’autre). Chez le flamant rose, les deux sexes pratiquent des parades nuptiales, composées d’un rituel gestuel : marche en groupe, tournements de tête, ouverture brusque des ailes, feinte de toilettage… 

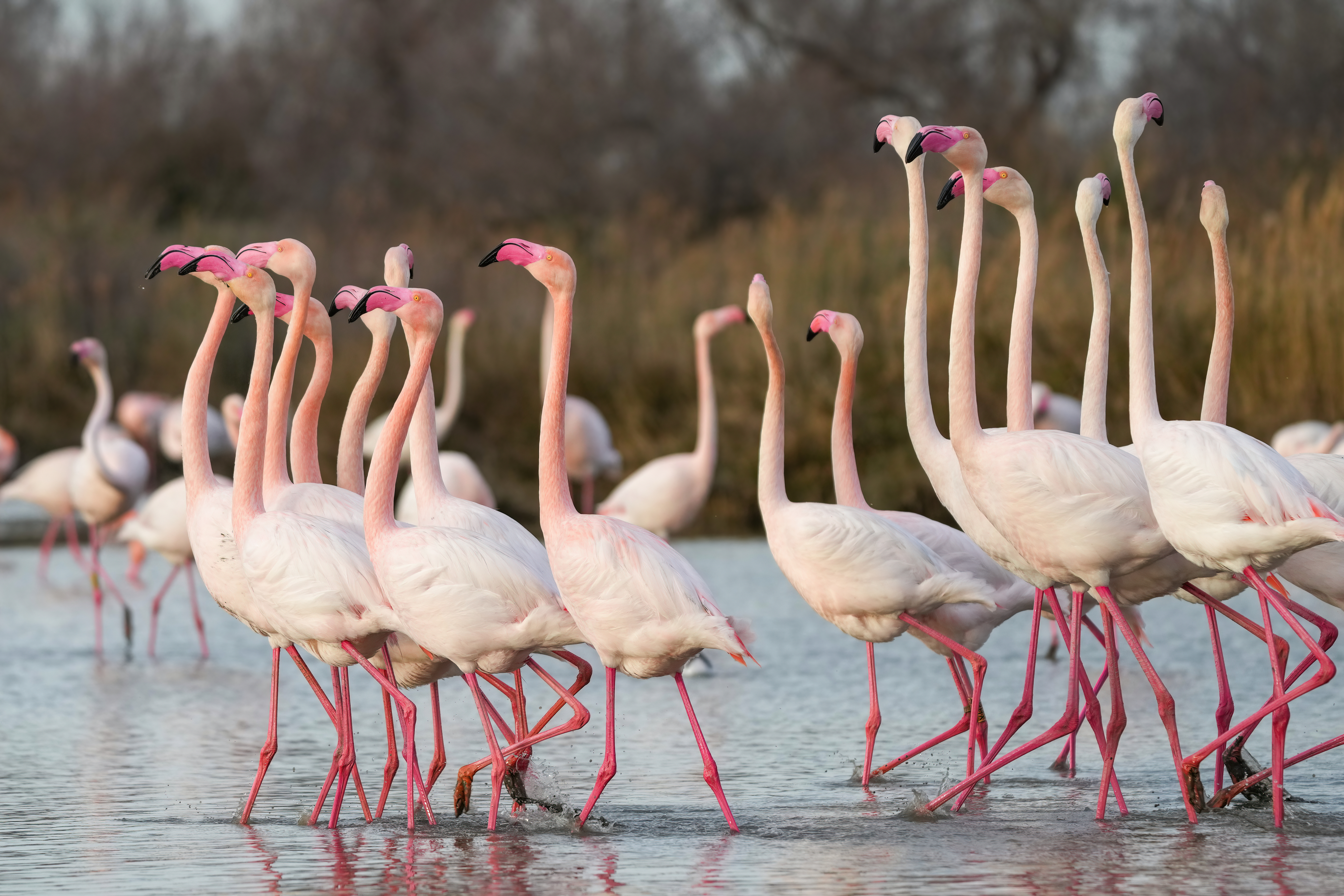
Parade nuptiale : marche en groupe dans la même direction tout en tournant la tête à gauche et à droite toutes les 1 à 2 secondes en chantant (la plupart du temps avec le bec fermé).
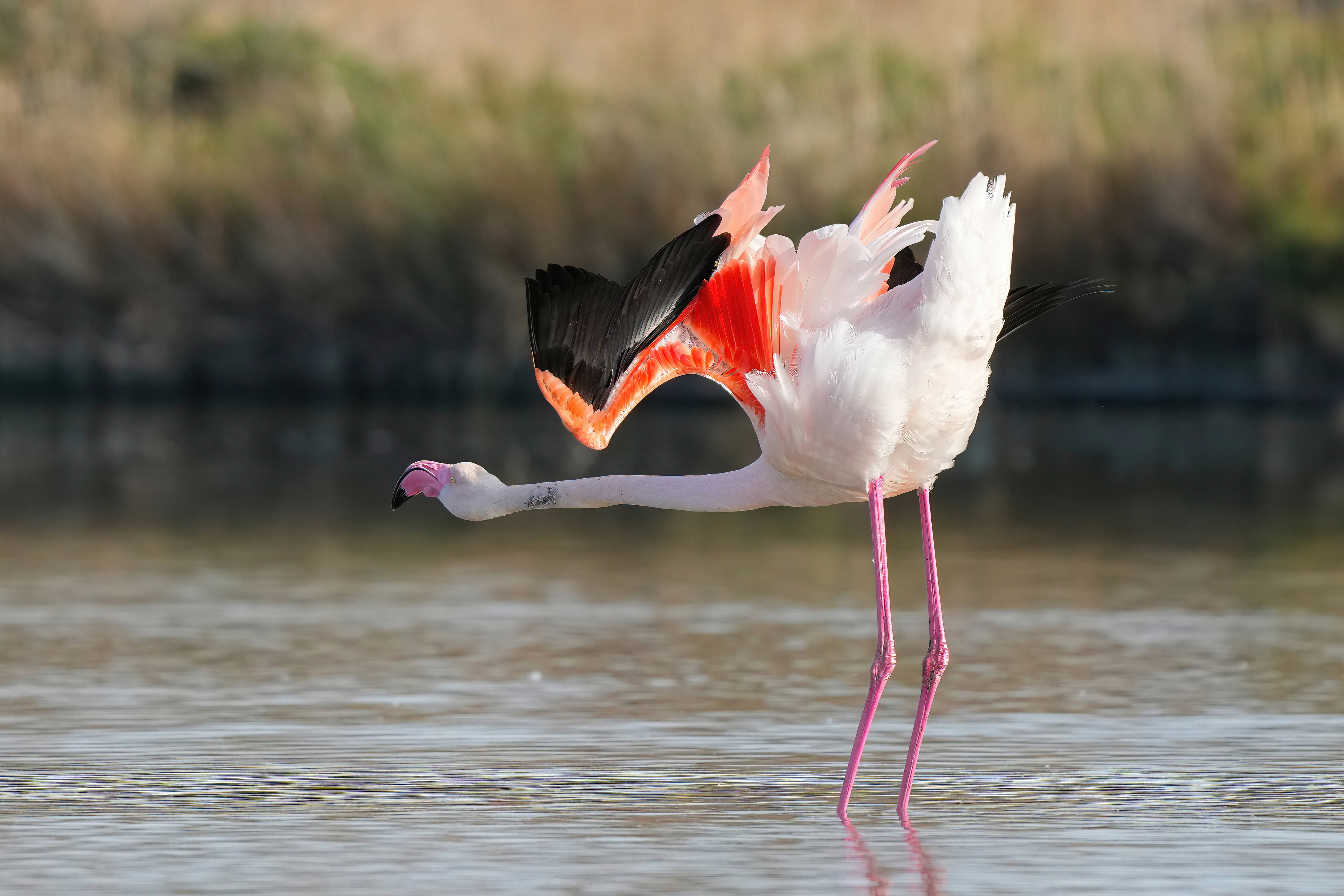
Courbette lors d'une parade nuptiale.
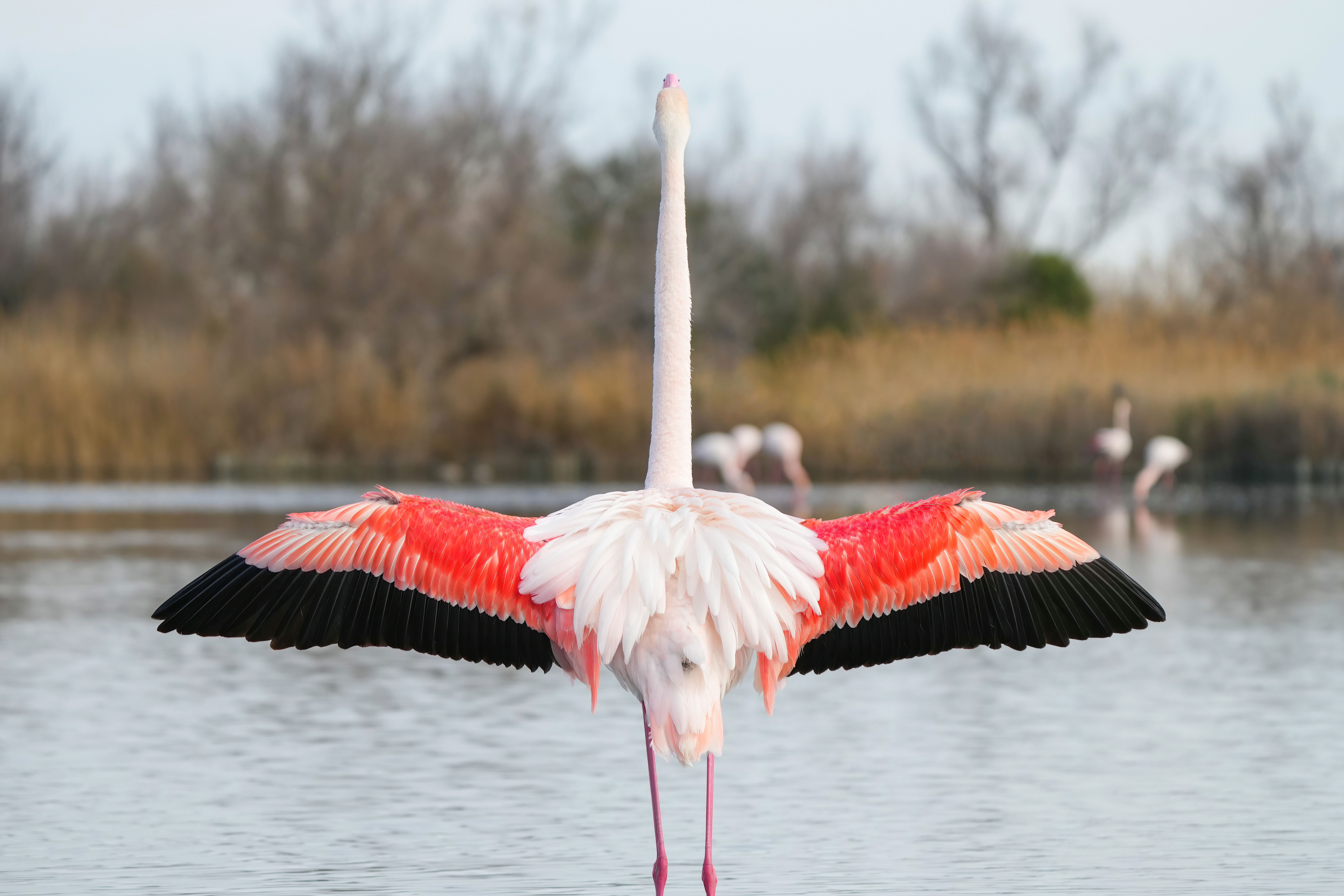
Parade nuptiale : pointer la tête vers le ciel et déployer les ailes.
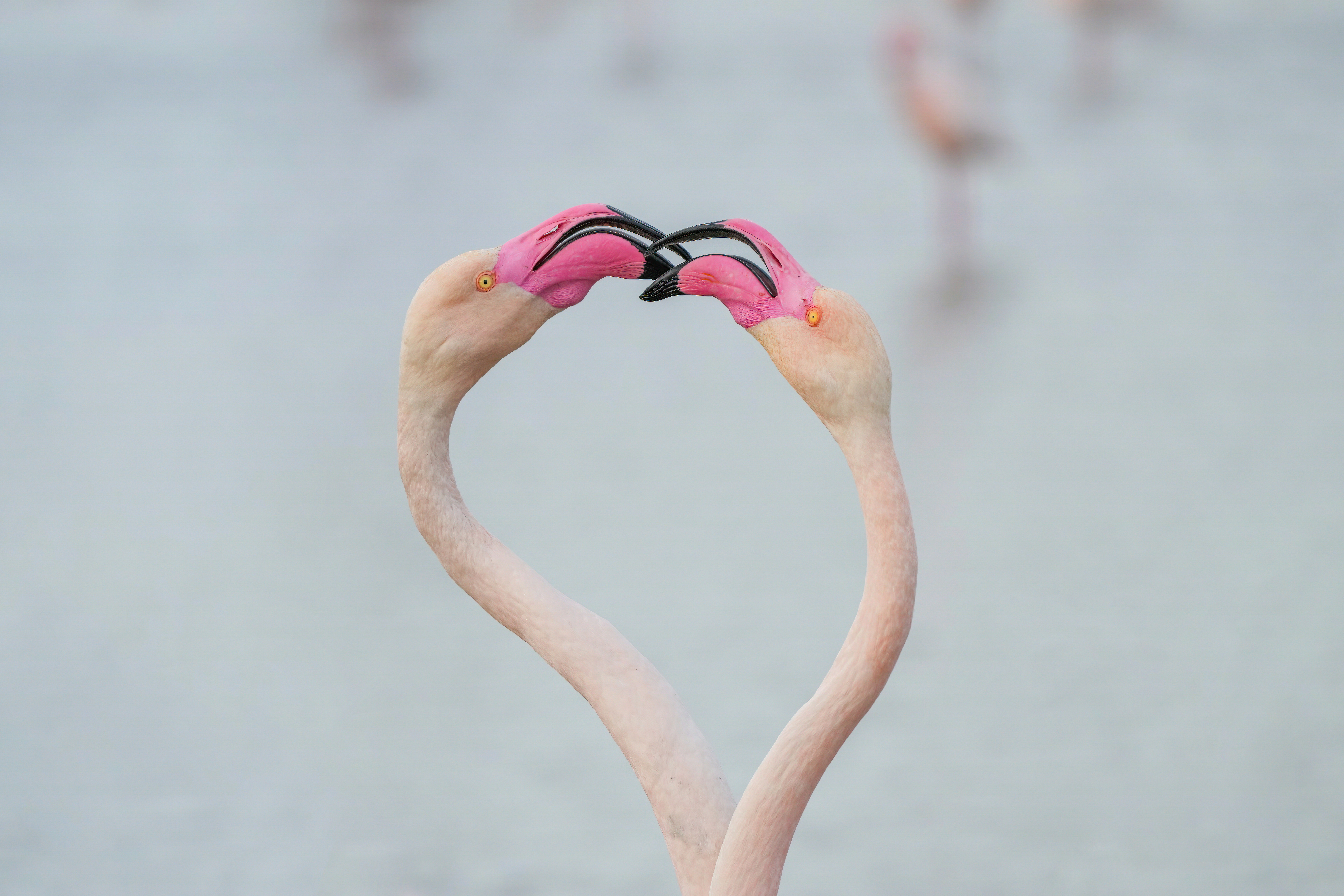
Prise de bec entre deux mâles pendant les parades.
- Vocalisation pendant la saison des amours, filmée au ralenti.

Une fois les partenaires appariés, ils le restent durant toute la durée de la reproduction. Après l’accouplement, les deux partenaires se mettent à la construction du nid, de préférence sur un îlot qui les met à l’abri des prédateurs, à l’aide du substrat de celui-ci (boue, vase, cailloux…). La femelle y pond un œuf unique (très rarement, deux œufs sont observés) qui sera couvé par les deux partenaires durant 29 jours. Le poussin passe ses premiers jours au nid, mais rejoint très vite les autres poussins qui se regroupent pour former des « crèches ». Les adultes viennent régulièrement nourrir leur jeune avec une sécrétion nutritive rouge. Les poussins, qui passent du blanc au gris durant leur croissance, n’acquerront leur plumage rose caractéristique qu’au bout de 2 à 4 ans. L’envol se fait autour de 80 jours.

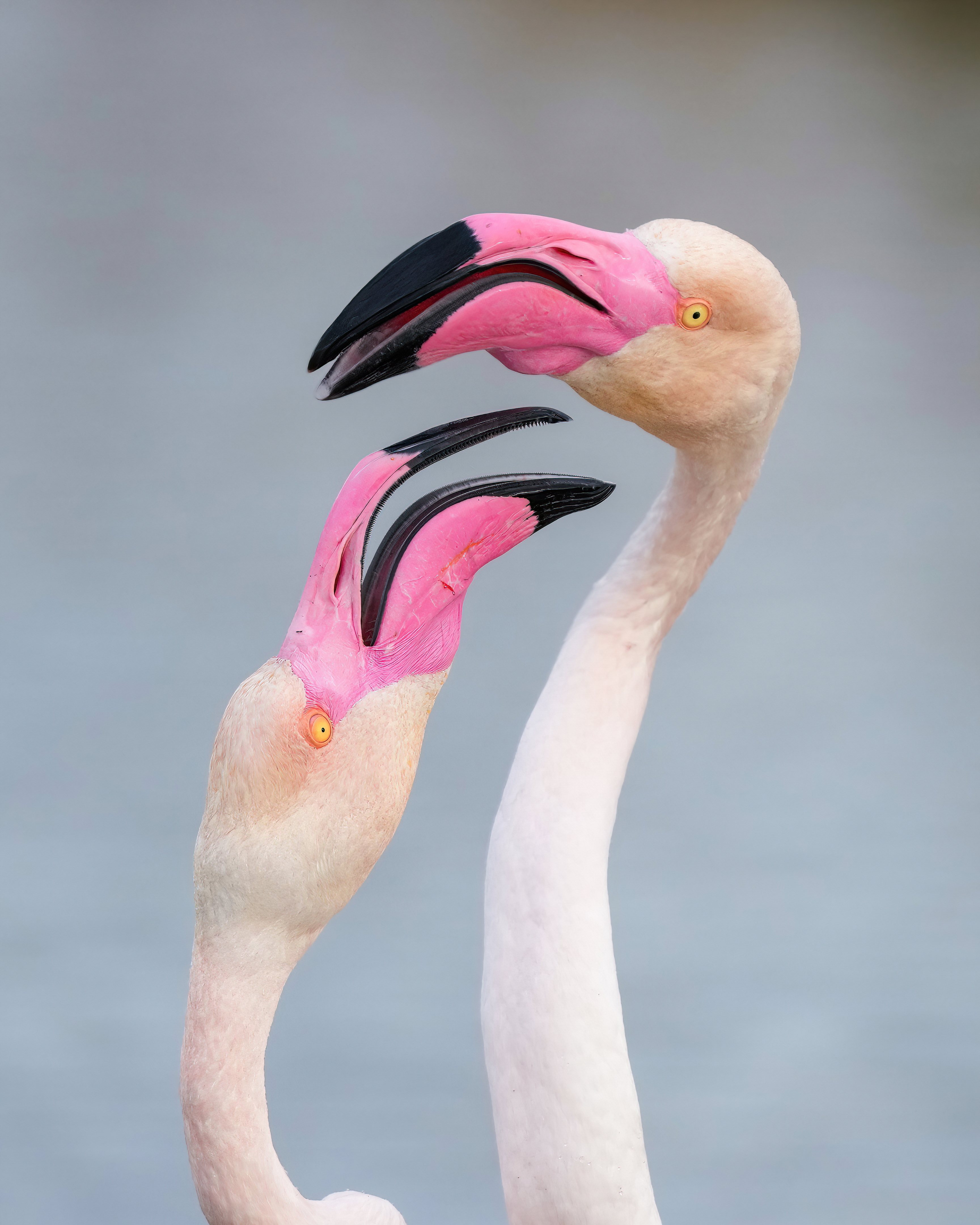
Couple de flamants roses en Camargue.
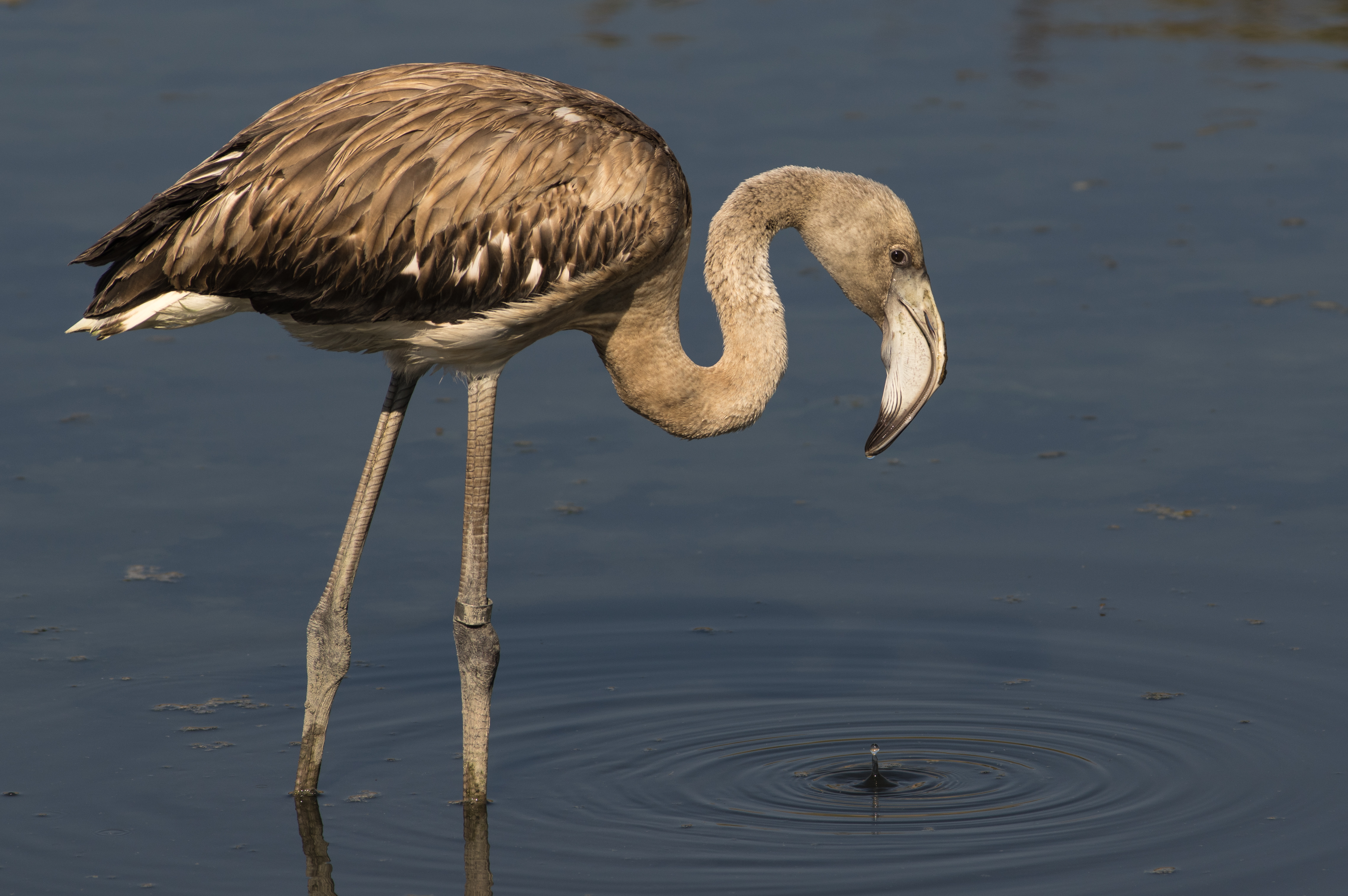
Flamant rose juvénile, dans la réserve naturelle de Gadhira, Malte.
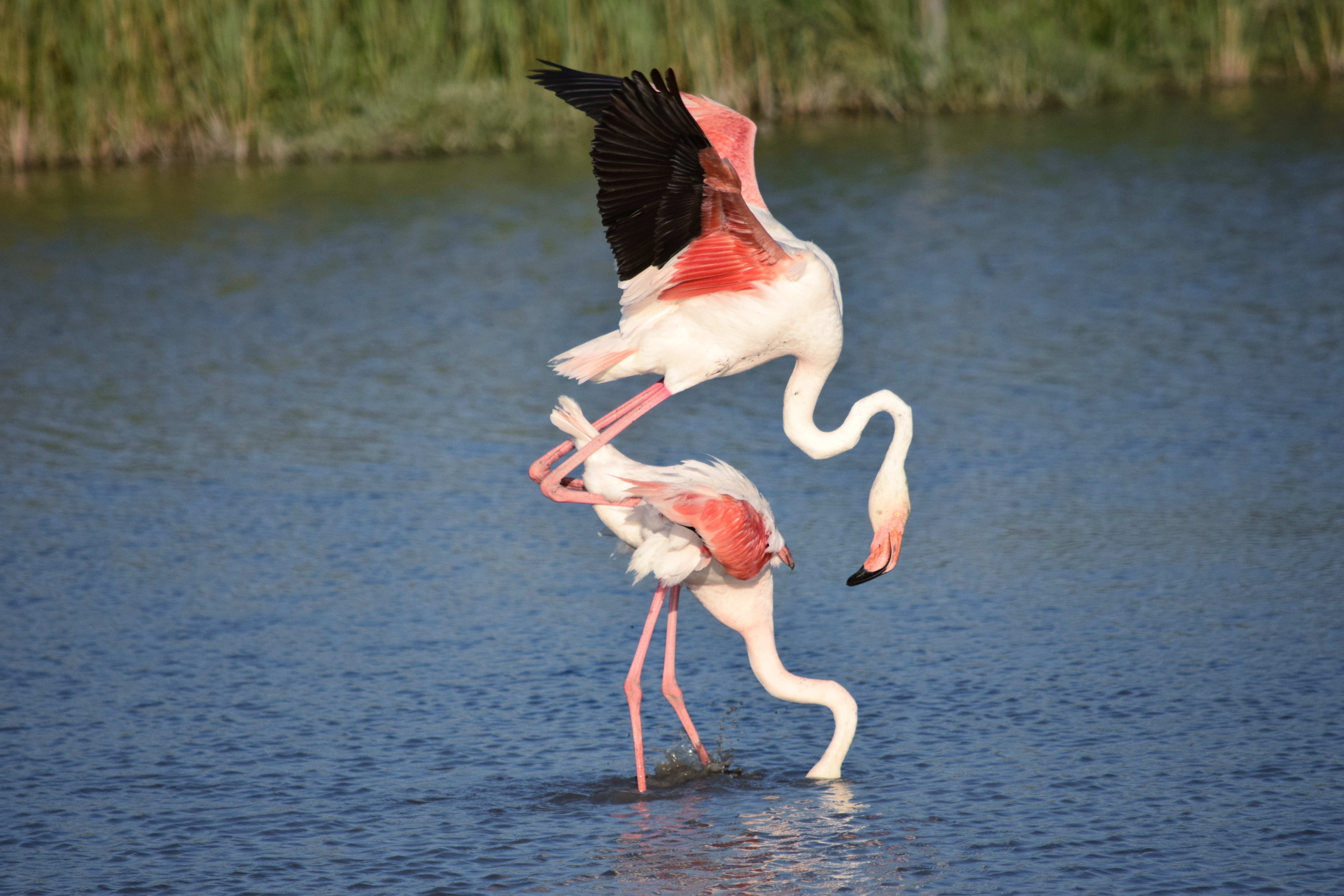
Accouplement de flamants roses dans le parc ornithologique de Pont-de-Gau.
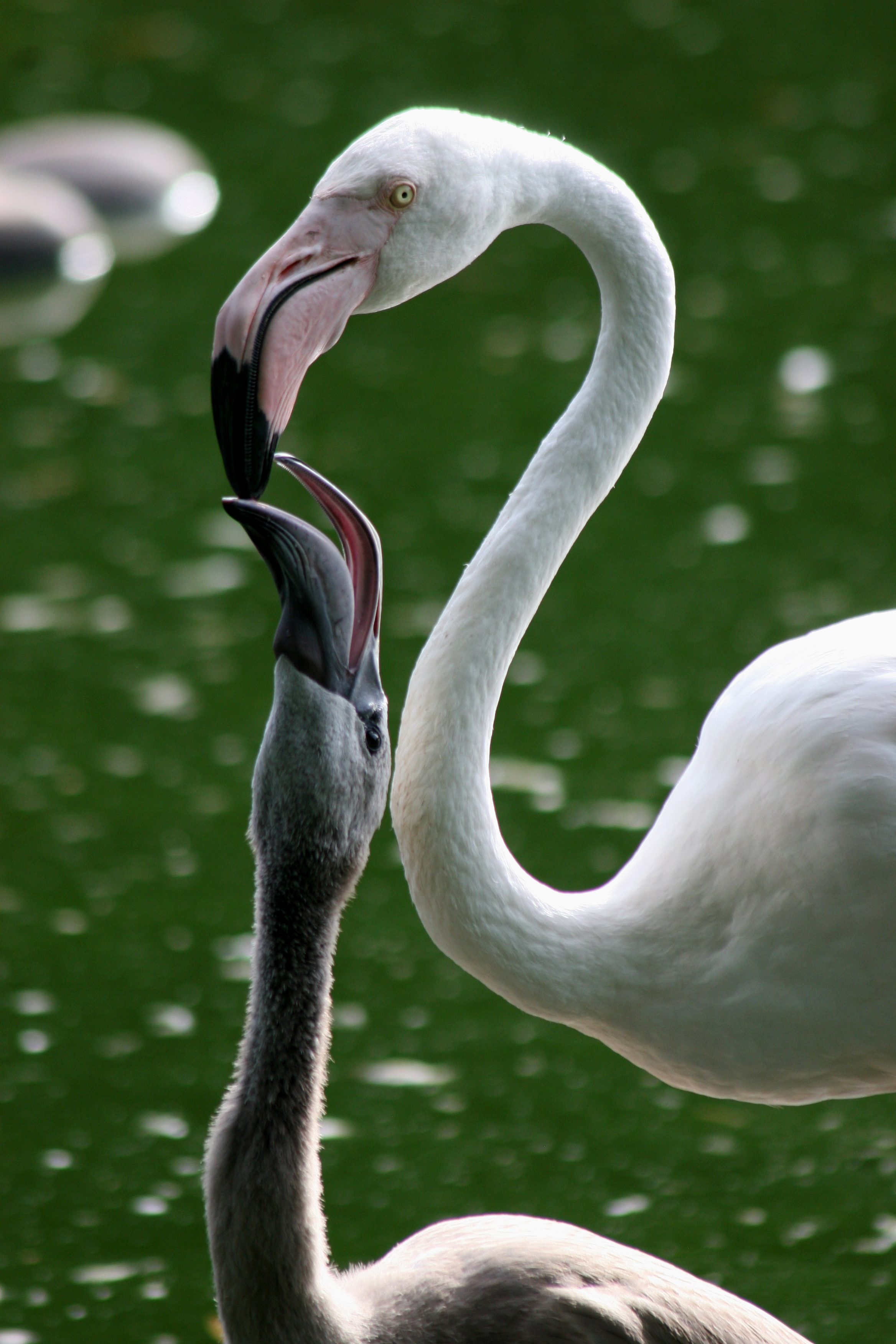
Flamant rose nourrissant son petit.

### Prédateurs
Les flamants roses, malgré leur taille importante, doivent faire face à plusieurs prédateurs. En Méditerranée, le goéland leucophée provoque des pertes importantes durant la saison de reproduction, s’attaquant aux œufs et aux poussins. En Afrique, les rapaces s’attaquent également aux œufs et poussins (aigle ravisseur, vautour oricou, vautour à tête blanche et percnoptère). Le marabout est également un adversaire de taille, puisqu’il s’attaque également aux adultes. Les flamants sont également sensibles aux carnivores (renards, chiens, chacals et sangliers) qui profitent d’un assèchement pour accéder à la colonie et y faire des ravages.

## Habitat et répartition
Les flamants roses se trouvent aussi bien dans des climats tempérés que tropicaux, voire à proximité des plus grands déserts du monde. Leur distribution dépend fortement de la disponibilité en nourriture. Ils se rassemblent dans les eaux saumâtres, salées ou alcalines, où les espèces de crustacés qu'ils mangent prospèrent. Ces plans d'eau s'assèchent généralement de façon saisonnière, car ils sont situés dans des paysages ouverts, comme des savanes ou des steppes, qui favorisent l'évaporation. De plus, les précipitations y sont généralement faibles entre l'automne et le printemps. Pendant les périodes de sécheresse, les flamants roses migrent vers des plans d'eau permanents, comme le long des côtes.

### Répartition dans le monde

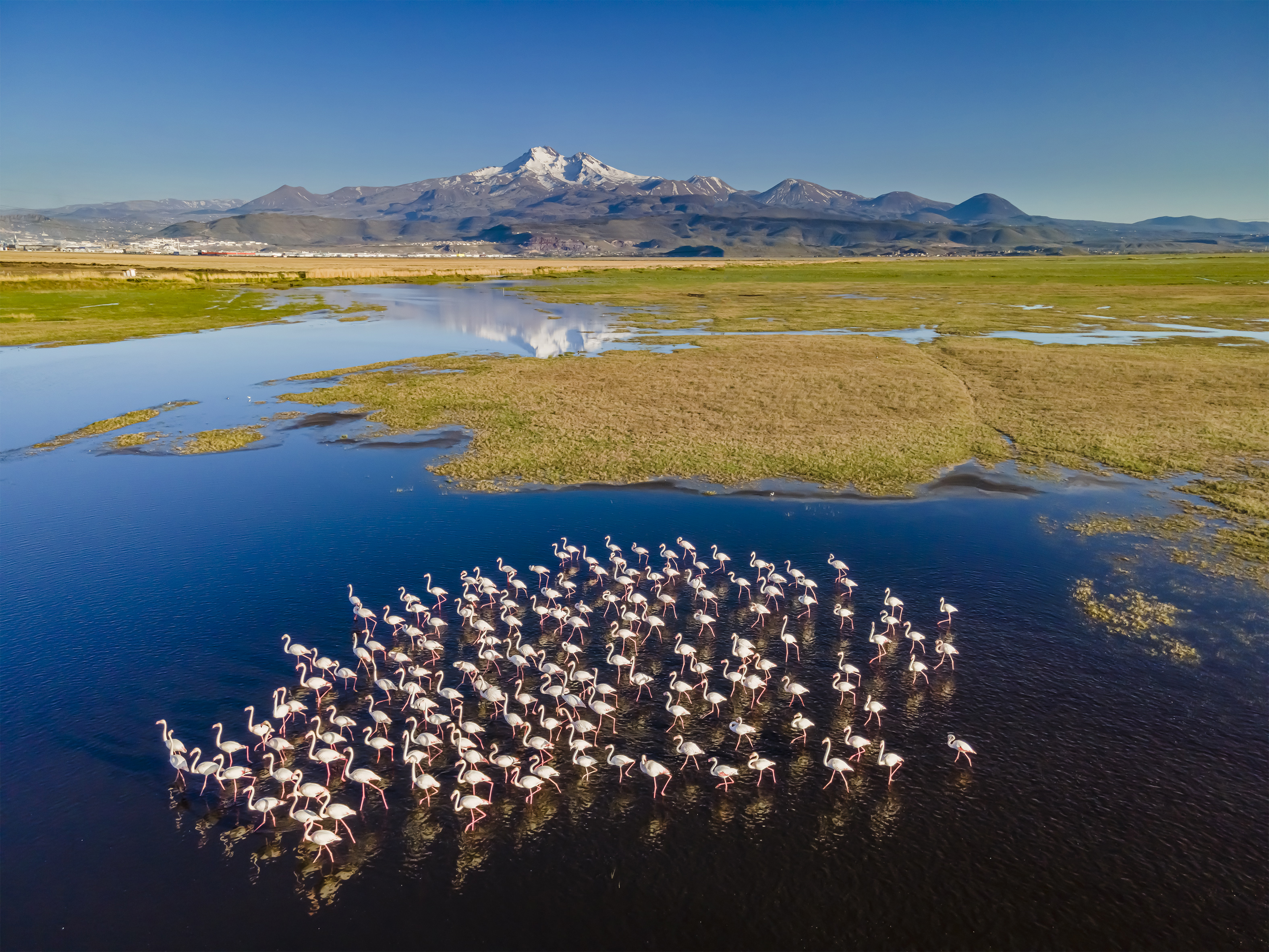
Dans la zone protégée de Hürmetçi Reeds, province de Kayseri, Turquie.

L'aire de répartition du flamant rose s'étend du bassin méditerranéen jusqu'au Kazakhstan au nord et à l'Inde ainsi qu'au Sri Lanka à l'est. On le trouve le long des côtes du golfe Persique et le long de la vallée du Rift de l'Éthiopie, jusqu'en Afrique australe. Il est également présent à Madagascar et, à l'ouest, jusqu'au Botswana et à la Namibie. Il est plus rare en Afrique de l'ouest, en raison du manque d'habitats appropriés à son mode de vie. On le trouve localement dans des régions côtières du Sénégal, de la Sierra Leone, du Libéria, du Niger, du Cameroun, du Gabon et de la république du Congo mais les populations les plus importantes se trouvent en Mauritanie où elles sont particulièrement nombreuses le long du banc d'Arguin. Dans les régions les plus chaudes d'Afrique et dans les pays du Golfe ainsi qu'au Pakistan et au nord-ouest de l'Inde, le flamant rose est souvent associé au flamant nain. Dans la vallée du Rift, les populations de flamants nains sont même généralement supérieures à celles du flamant rose.
Les zoologistes Alan Johnson et Frank Cézilly soutiennent qu'en se basant sur les migrations des flamants roses, on peut distinguer trois sous-populations qui sont en échange génétique constant. Il s'agit des populations de la Méditerranée occidentale et de l'Afrique du nord-ouest, des populations de la Méditerranée orientale et de l'Asie du sud-ouest et enfin des populations d'Afrique de l'est et du sud.

### Répartition en Europe
En Europe, les flamants roses se trouvent sur la côte atlantique du Portugal (estuaires du Sado et du Tage), des colonies plus petites étant observées plus au nord. En Espagne, les principales populations se trouvent le long de la côte atlantique et dans les vastes régions marécageuses de Séville, Huelva et Cadix. De plus petites colonies de reproduction peuvent également être trouvées en Castille-La Manche jusqu'à 200 kilomètres à l'intérieur des terres. La colonie espagnole la plus importante est située dans la lagune de Fuente de Piedra. D'autres populations espagnoles se trouvent isolées sur la côte méditerranéenne (Cabo de Gata, Alicante et l'estuaire de l'Èbre). De plus, les flamants roses sont régulièrement trouvés dans les îles Baléares mais ce toujours en petit nombre.

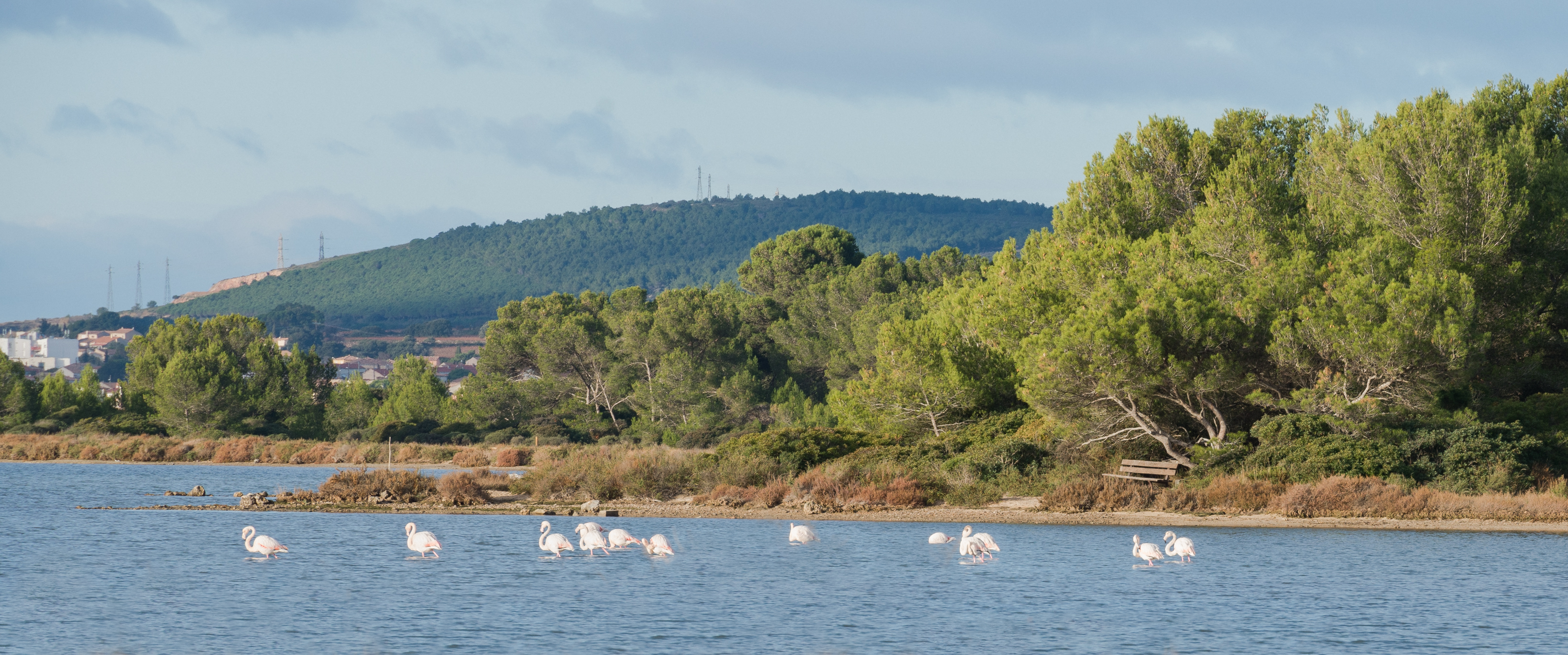
Étang d'Ingril, Vic-la-Gardiole, France.

Toutes les zones humides le long de la côte méditerranéenne française sont habitées par des flamants roses, les colonies les plus connues se trouvant en Camargue. Ils se reproduisent sporadiquement en Corse. D'autre part, des grandes concentrations de flamants peuvent être observées en Sardaigne ; ces dernières années, des flamants ont même été observés dans les zones humides de Toscane et sur la côte adriatique dans la région des Pouilles. Sur la côte orientale de l'Adriatique, on les trouve parfois dans les zones humides de la Croatie, de l'Albanie et de la Grèce. Pendant longtemps, ils n'apparaissaient qu'exceptionnellement en Grèce, mais on les trouve maintenant régulièrement en grand nombre en Macédoine et en Thrace ainsi que sur les îles égéennes de Kos, Samos, Lesbos, Lemnos et Naxos. Les zones humides près de Larnaca et Akrotiri à Chypre sont des escales hivernales importantes pour un grand nombre de flamants roses.
Depuis 1986, des flamants roses sauvages nichent en Allemagne dans la réserve naturelle de Zwillbrocker Venn à la frontière avec les Pays-Bas. Les premiers poussins y ont pris leur envol en 1993. Pendant les mois de l'hiver, les flamants passent l'hiver dans le delta du Rhin et de la Meuse aux Pays-Bas.

### Aires de répartitions importantes en dehors de l'Europe
En Turquie, il existe de grandes colonies reproductrices au lac Tuz et au lac Seyfe. En Syrie, le lac Jabbūl à 30 kilomètres au sud-est d'Alep est la zone humide la plus importante du Moyen-Orient pour les flamants roses. En Afrique du Nord, il existe d'importantes populations dans le delta du Nil et sur la côte méditerranéenne de l'Égypte. La Tunisie abrite plusieurs colonies de flamants roses. L'Arabie saoudite, le Yémen, Oman et les Émirats arabes unis ont chacun des zones humides où se reproduisent de grandes agrégations de flamants roses. En Iran, la colonie du lac d'Ourmia a été particulièrement bien étudiée. Au Kazakhstan, ils se reproduisent dans le lac Tengiz et hivernent au sud de la Mer Caspienne. Au sous-continent indien, leur distribution se concentre essentiellement à l'ouest tandis qu'ils hivernent principalement au Sri Lanka. Les aires de répartitions les plus importantes d'Afrique de l'est se trouvent en Éthiopie mais de grands groupes se trouvent également au Kenya et en Tanzanie.

### Migration

#### Migration des adultes
Ce n'est que dans les régions les plus septentrionales de leur aire de répartition que les flamants roses migrent. Deux fois par an, ces populations migrent entre des aires de reproduction et d'hivernage géographiquement séparées. Les flamants roses qui se reproduisent au Kazakhstan, par exemple, migrent vers les côtes de la Mer Caspienne durant l'hiver tandis que leur aire de reproduction est couverte de neige et de glace. Les migrations s'effectuent habituellement dans un périmètre relativement limité, où les flamants peuvent vivre toute l'année. Parmi ceux qui vivent en Camargue, un petit nombre d'individus traversent la Méditerranée chaque année. Mais de grandes migrations peuvent être nécessaires en raison de conditions environnementales et climatiques particulières, telles des sécheresses, provoquant la diminution voire la disparition des ressources alimentaires.
Les flamants roses adultes ne montrent qu'une fidélité limitée à leur colonie de reproduction, corrélée à l'âge des oiseaux reproducteurs et au succès de celle-ci. Les études effectuées sur les migrations des flamants de la colonie de la Lagune de Fuente de Piedra ont révélé que si le lac salé espagnol permettait un démarrage de la reproduction plus précoce qu'en Camargue, il n'offrait pas des conditions idéales pour l'élevage des jeunes après un hiver sec. Il semble que certains flamants roses quittent alors ce site pour se rendre en Camargue.

## Dénominations
Autrefois, la dénomination « flamant rose » désignait l'espèce Phoenicopterus ruber, dont l'espèce ici présentée était la sous-espèce Phoenicopterus ruber roseus. Depuis que cette sous-espèce est devenue une espèce à part entière, elle a pris le nom normalisé de flamant rose, et l'espèce Phoenicopterus ruber est devenue le flamant de Cuba ou flamant des Caraïbes.

## Le flamant rose et l'Homme

### Protection

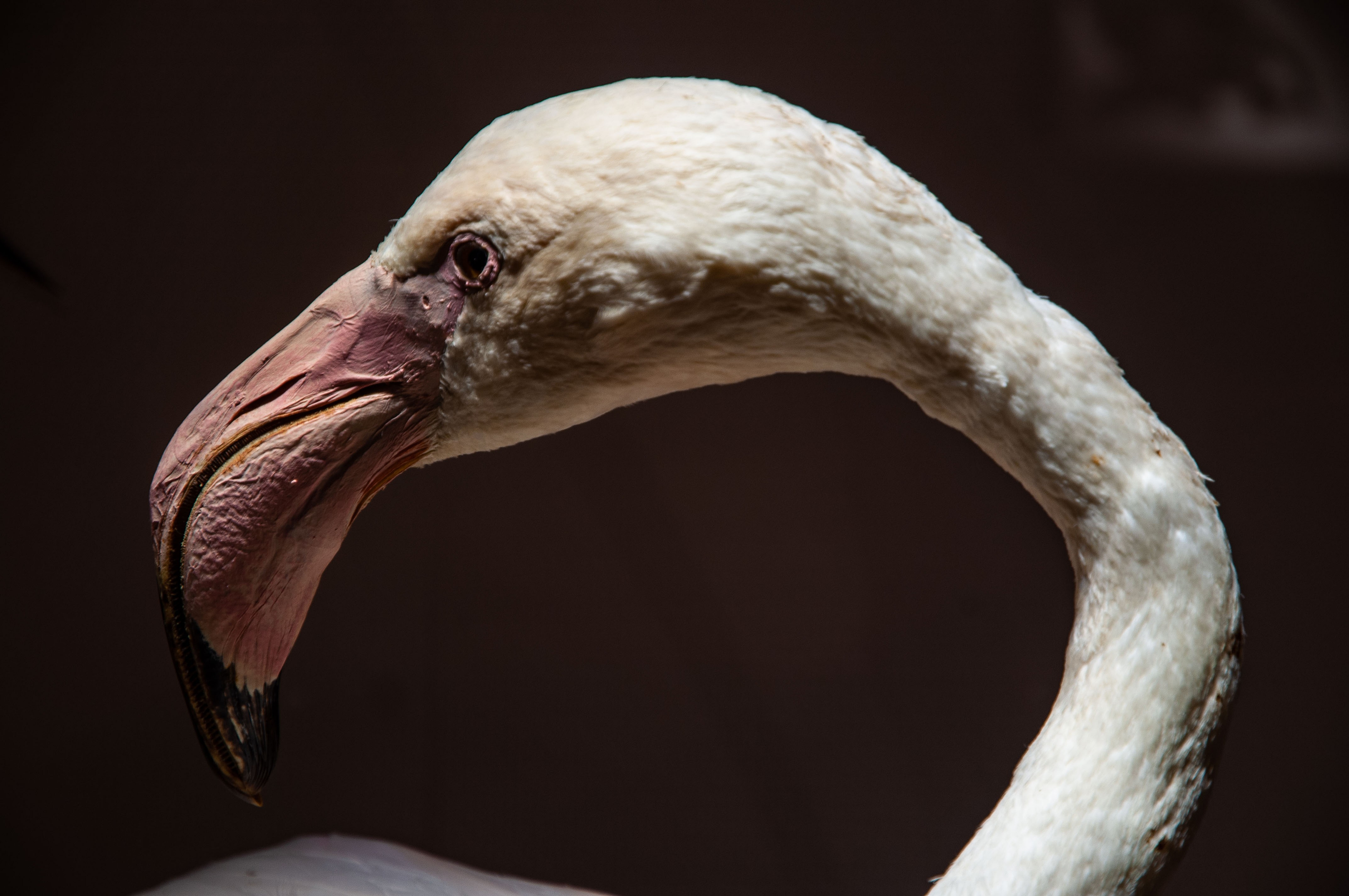
Tête de flamant rose naturalisé (Phoenicopterus roseus) à Monaco.

Le flamant rose bénéficie d'une protection totale sur le territoire français depuis l'arrêté ministériel du 17 avril 1981 relatif aux oiseaux protégés sur l'ensemble du territoire. Il est inscrit à l'annexe I de la directive Oiseaux de l'Union européenne. Il est donc interdit de le détruire, le mutiler, le capturer ou l'enlever, de le perturber intentionnellement ou de le naturaliser, ainsi que de détruire ou enlever les œufs et les nids et de détruire, altérer ou dégrader leur milieu. Qu'il soit vivant ou mort, il est aussi interdit de le transporter, colporter, de l'utiliser, de le détenir, de le vendre ou de l'acheter.

### Dans la fiction
Des flamants roses géants servent de montures aux Camarguais dans les romans de la Légende de Hawkmoon.
En littérature enfantine, ce sont des flamants roses qui servent de maillet de croquet dans le jeu organisé par la Reine de cœur de Alice au pays des merveilles.
Une erreur assez commune, devenue depuis une plaisanterie parmi les fans, est que la traduction de Pink Floyd (le célèbre groupe de musique anglais) serait « Flamants roses ». Mais, en anglais, « flamant » se dit flamingo. Le nom du groupe fait en réalité référence à deux musiciens de blues appréciés de Syd Barrett, son fondateur : Pink Anderson et Floyd Council.

## Galerie

En France
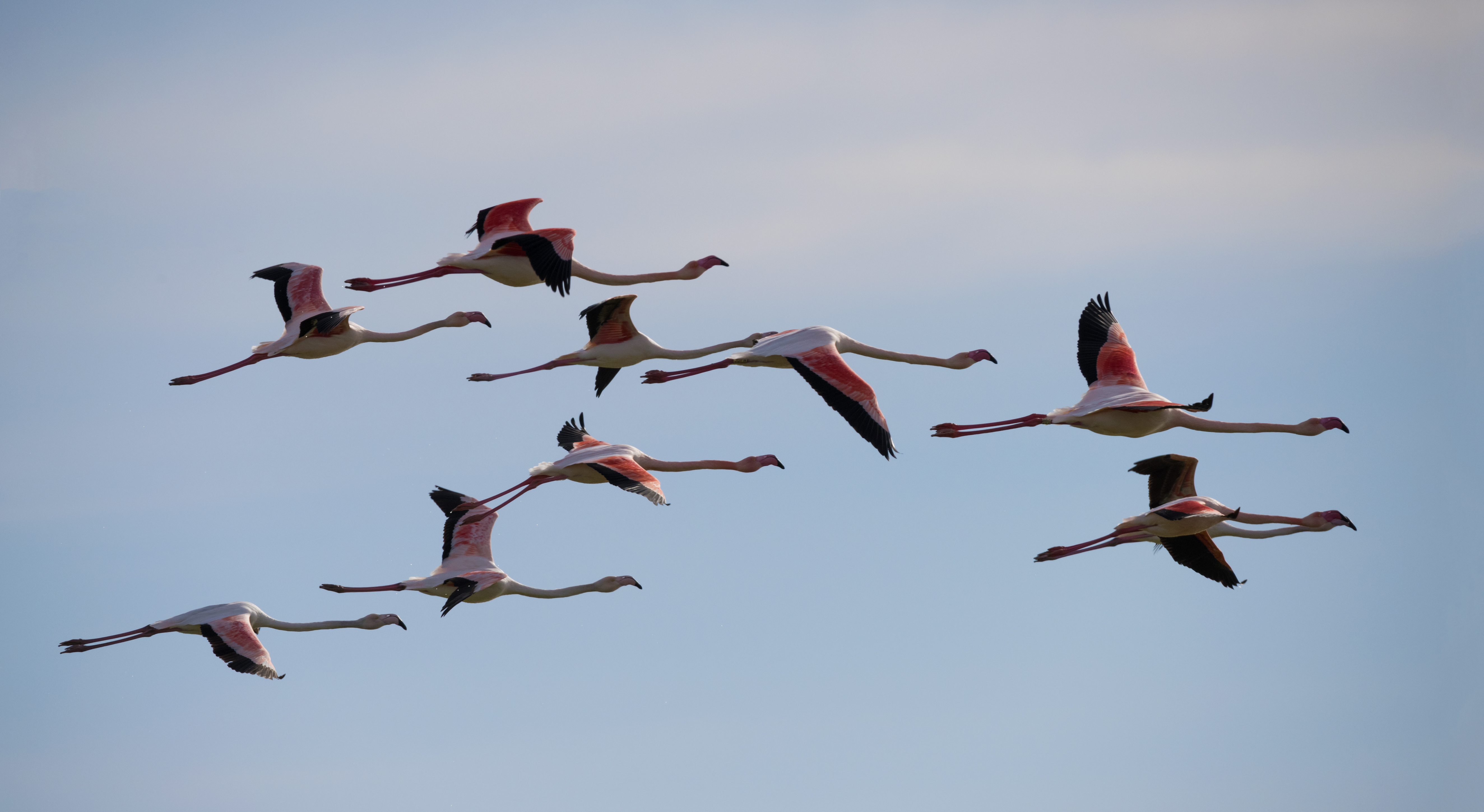
Un vol de flamants roses à Sète.
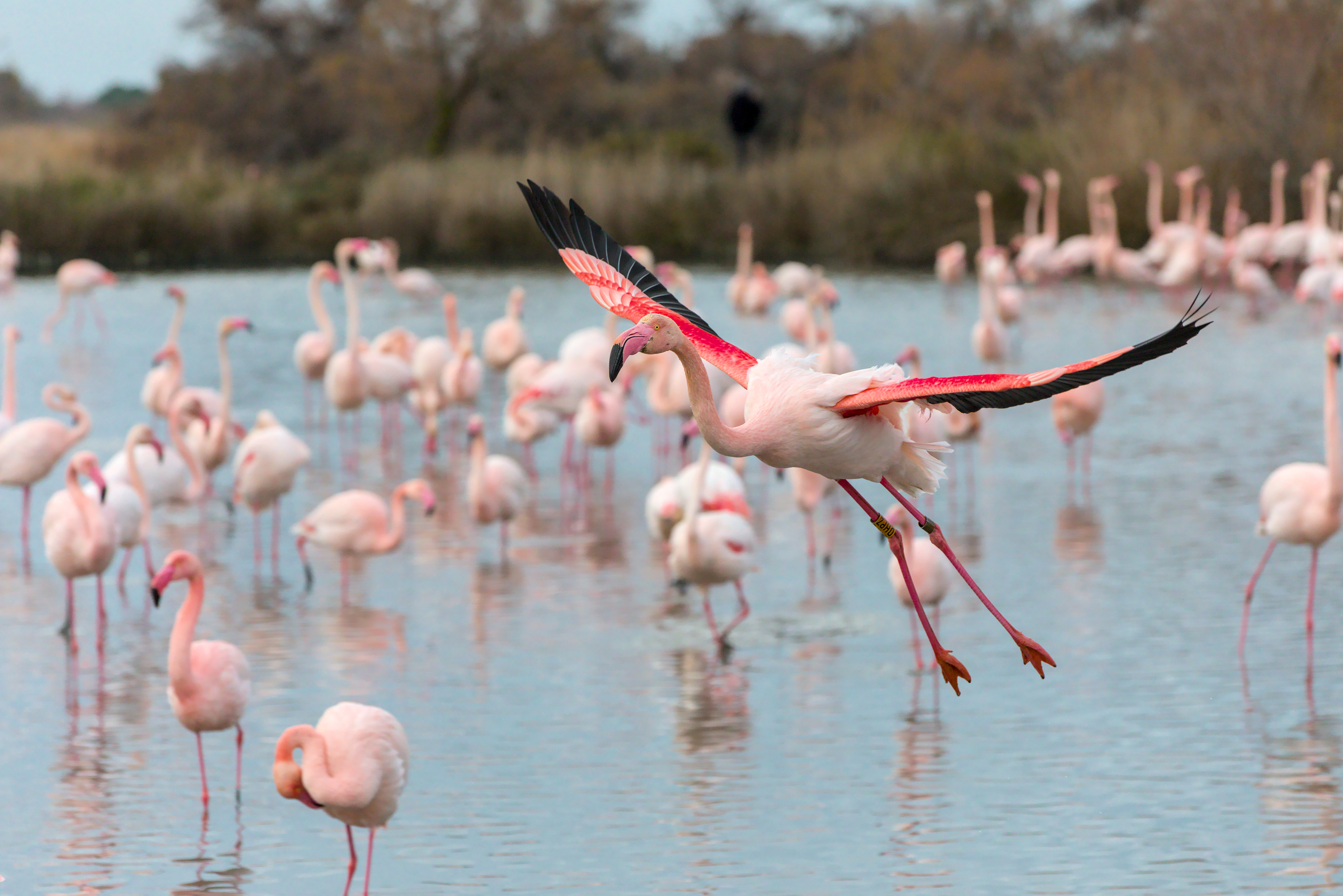
Flamant rose en vol dans le parc ornithologique de Pont-de-Gau.
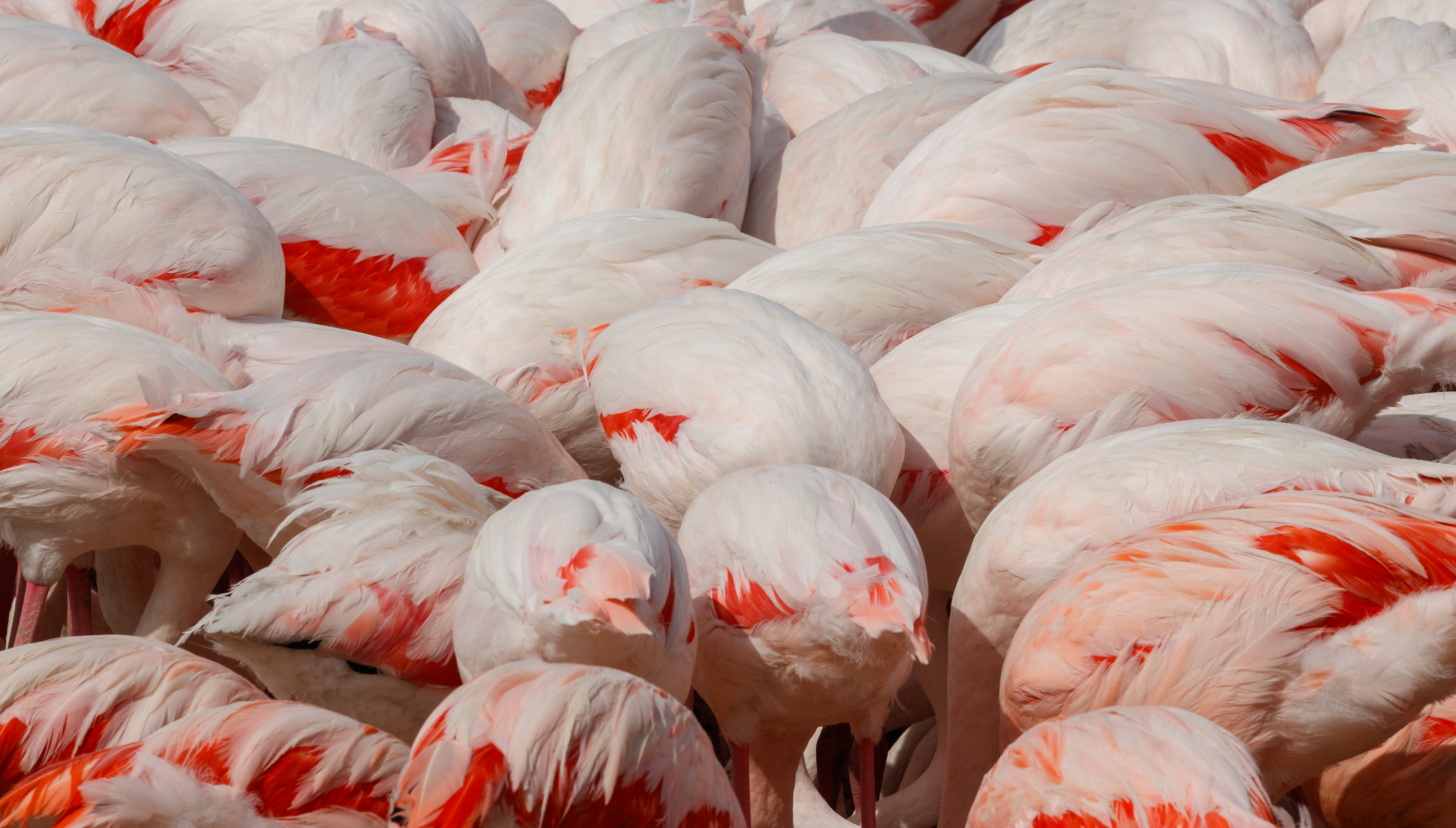
Flamants roses cherchant de la nourriture à l'étang de l'Œil de Ca dans la réserve africaine de Sigean.
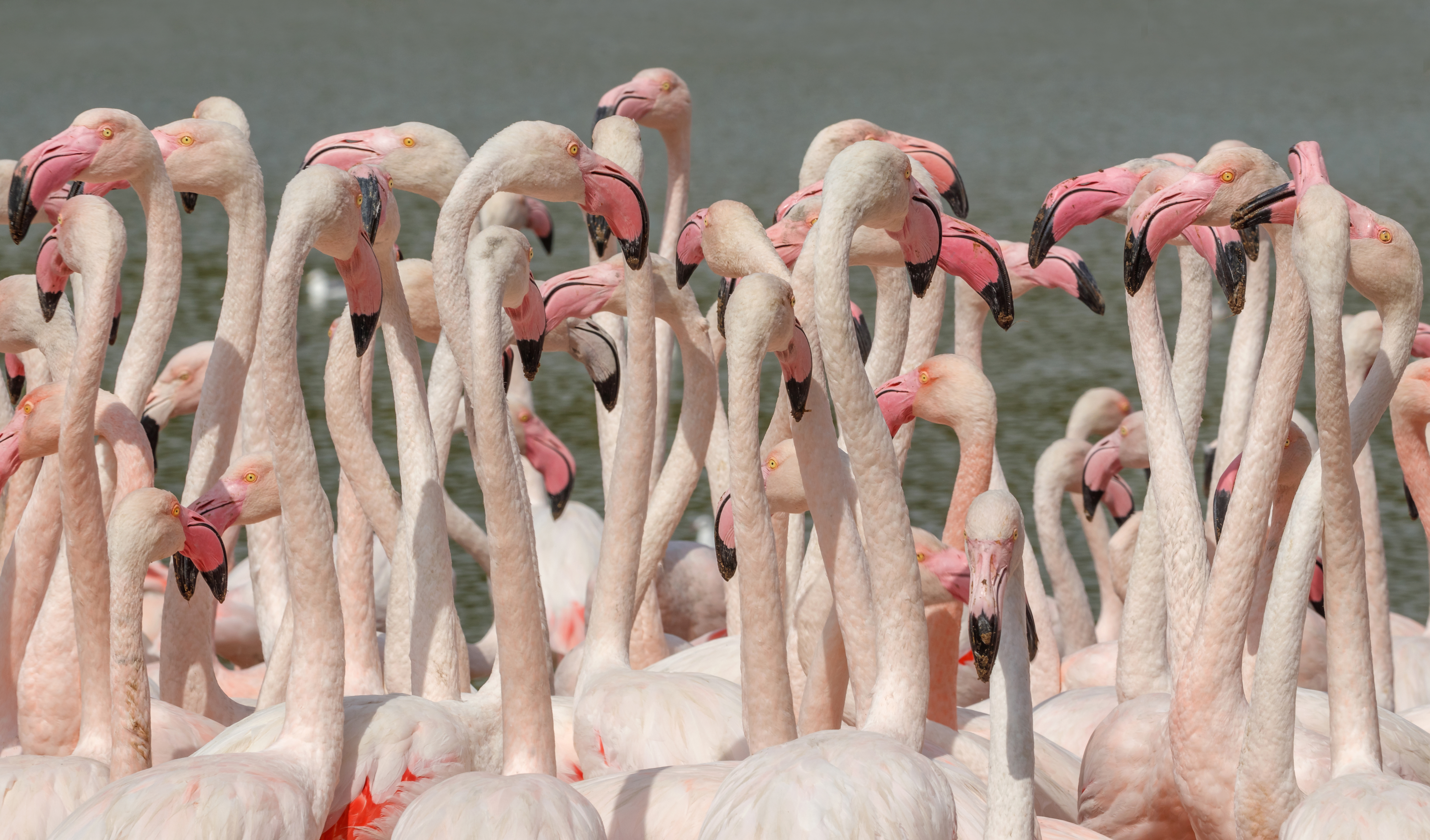
Élément de chorégraphie de la danse nuptiale.

Ailleurs
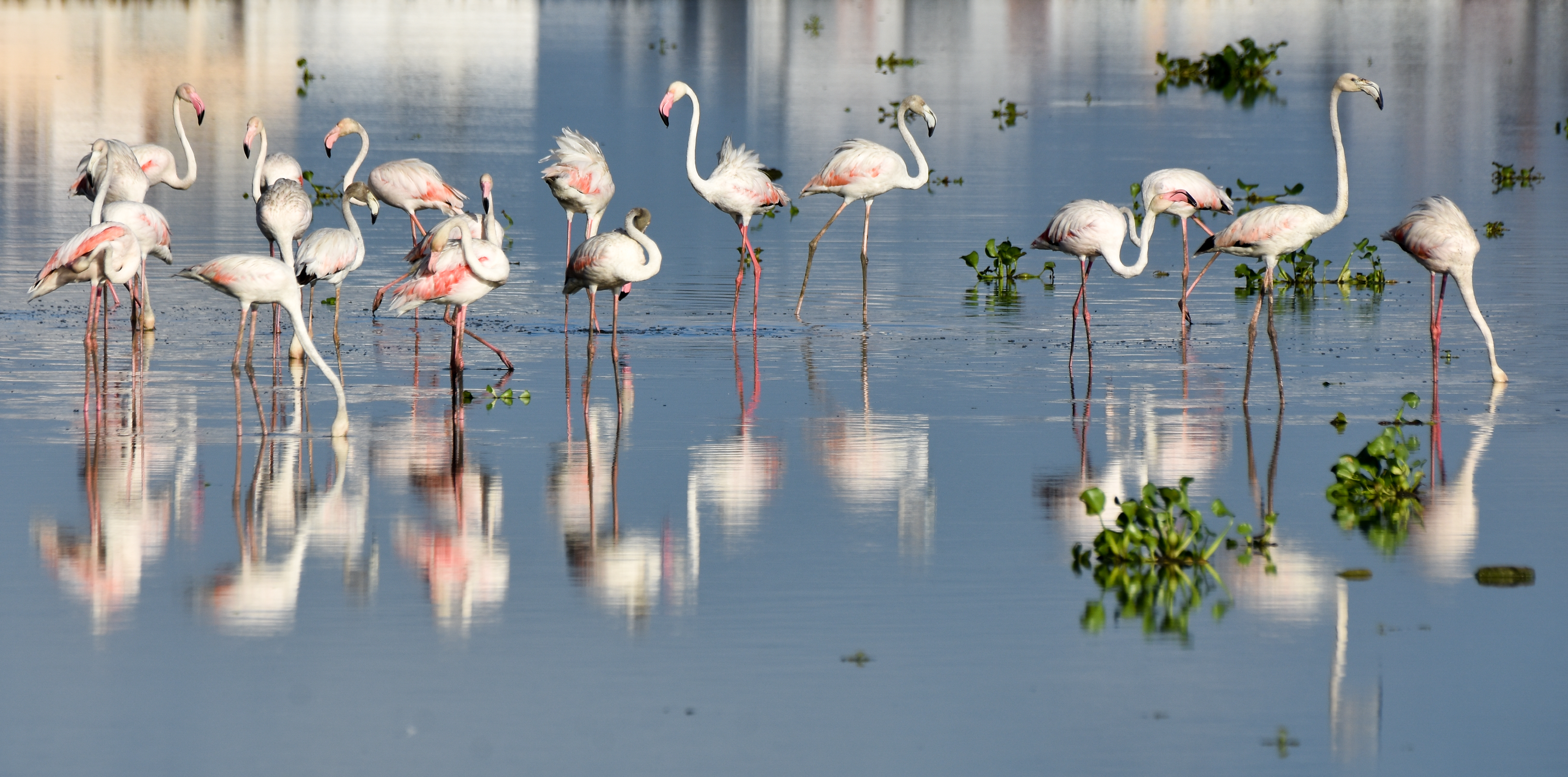
Flamants roses près de Chennai, Inde.
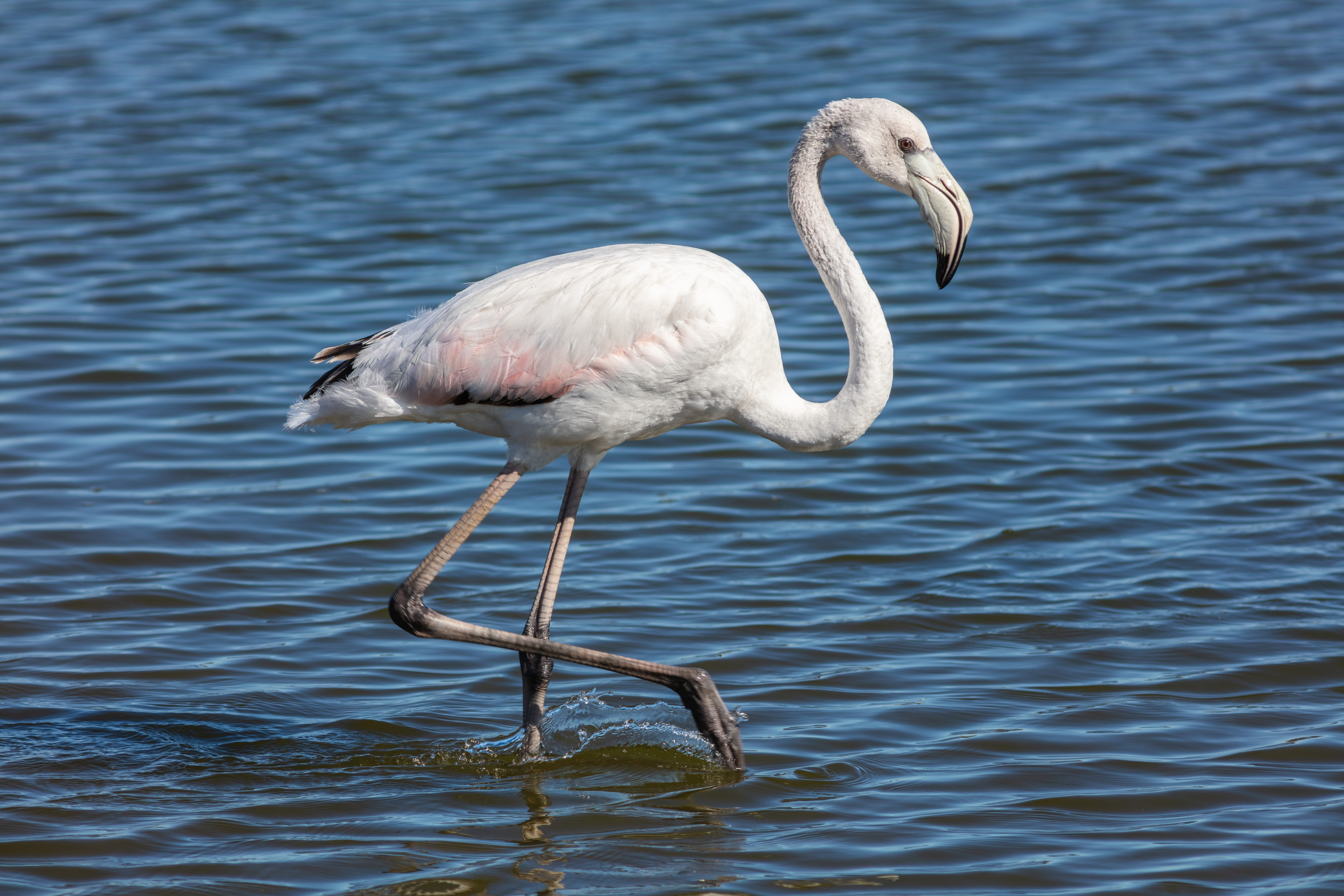
Flamant rose à Walvis Bay, Namibie.
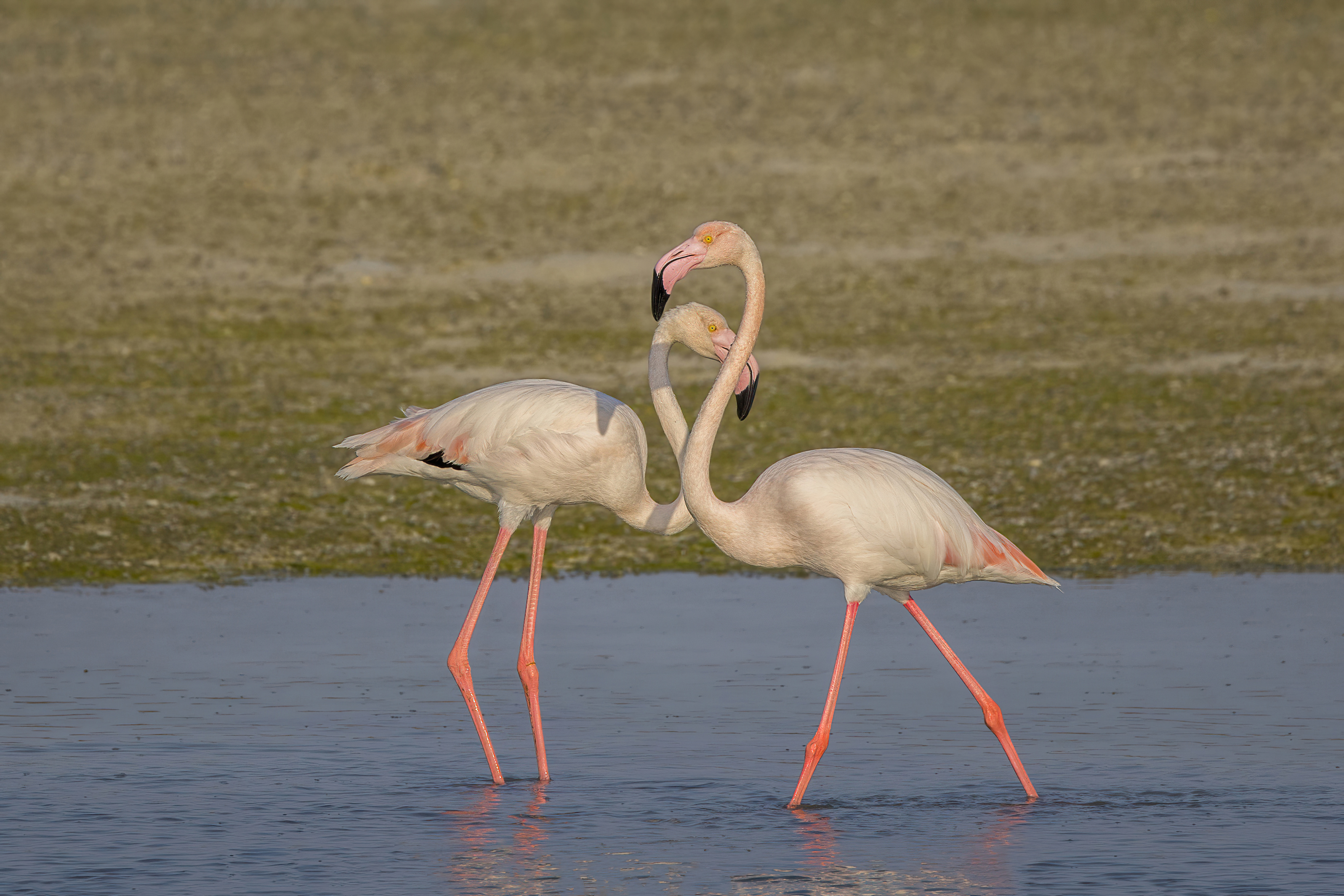
Flamants roses sur l'île de Muharraq au Bahreïn.
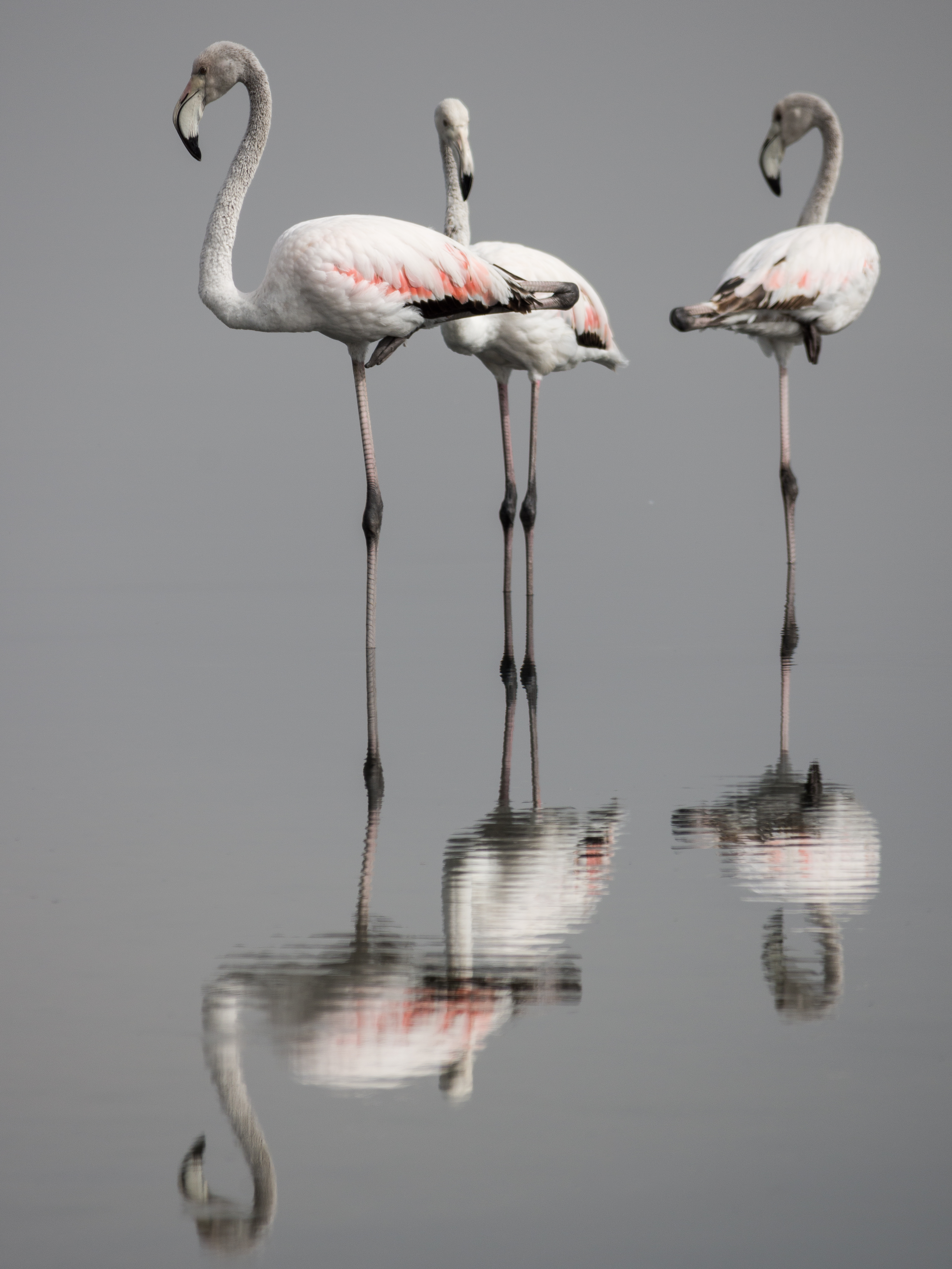
Flamants roses au lac de Tunis.